# مدينة تونس العتيقة
مدينة تونس العتيقة أو مدينة تونس القديمة أو المدينة العربي، هي الجزء العتيق من مدينة تونس وقلب العاصمة التونسية، تقع فوق ربوة تطلّ على البحر وتمتدّ على نحو ثلاث كيلومترات، من باب الفلة وباب عليوة من الجهة الجنوبية، إلى باب سعدون في الجهة الشمالية، ونجد باب العلوج من الجهة الغربية، وباب البحر من الجهة الجنوبية.

صُنفت منذ عام 1979 ضمن لائحة مواقع التراث العالمي لليونسكو.

## التّاريخ
تأسّست مدينة تونس العتيقة سنة 698، حول جامع الزيتونة، الذي يعد أقدم المعالم الدّينية بالعاصمة تونس. 

## الهندسة المعماريّة
شهدت مدينة تونس تغييرات كبيرة في العهد الموحدي تمثلت في تشييد القصبة حافظت خلالها على نظام المدينة القديم حيث يتوسطها الجامع، ثمّ نجد الأسواق في المحور والأنهج الكبرى المتجهة في مستوى الأسواق. كما توجود أسوار لحماية المدينة وأخرى لحماية الأرباض.

كما شهدت أيضا تشييد سورين، سور داخلي وهو النواة الأولى للمدينة ويعود لفترة دولة الأغالبة، شمل في بداية بنائه خمسة أبواب وهي: باب البحر، باب سويقة، باب الجزيرة، باب منارة وباب قرطاجنة، وسور ثان، خارجي، يجتمع بالسور الداخلي عند باب بحر.

### طراز أبواب الدّور والقصور بالمدينة
تتميّز أبواب الدّور والقصور بالمدينة العتيقة بالتّنوع والاختلاف في الأشكال والألوان. حيث نجد أبوابا مستطيلة وأخرى مقوسة، أبوابا ذات دفة وأخرى ذات دفتين، كما نجد أبوابا زرقاء، وأبواب أخرى مطليّة بالّلون الأصفر وأخرى باللّونين الأحمر والأخضر معا. نجد أيضا باب الخوخة وهو نوع من الأبواب الكبيرة التي يتخلّلها باب صغير، يُقال أنّ أوّل من استحدثه أميرة اسبانيّة، وهي زوجة موسى بن نصير، لترغم الدّاخلين إلى ديوان الوالي على الانحناء. تكون الأبواب عادة محاطة بإطار من الحجارة متكوّن من لونين، لون فاتح، مزخرف بنقوش وآخر داكن، كما تكون مزخرفة بمسامير سوداء، مثبتة على أشكال مختلفة.

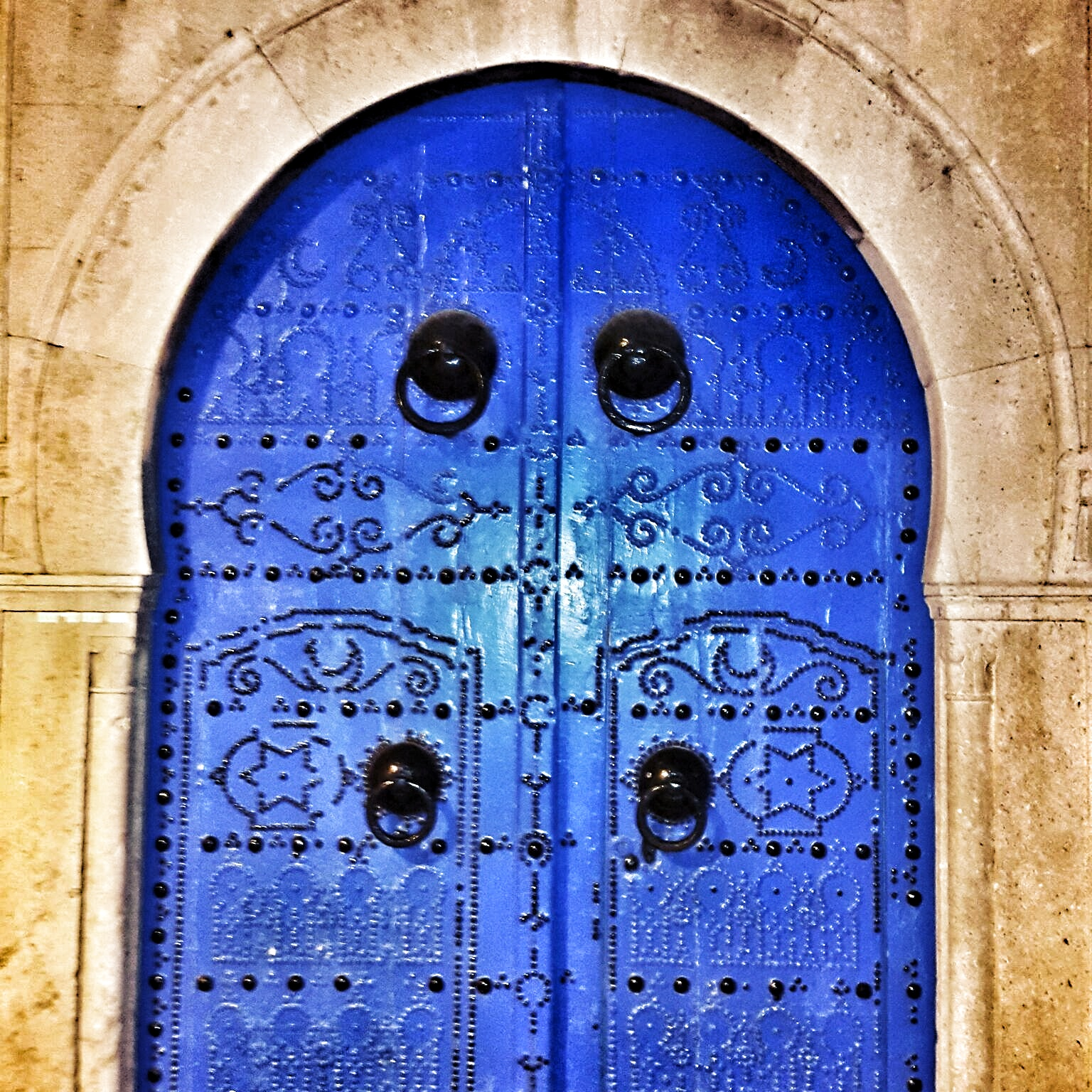
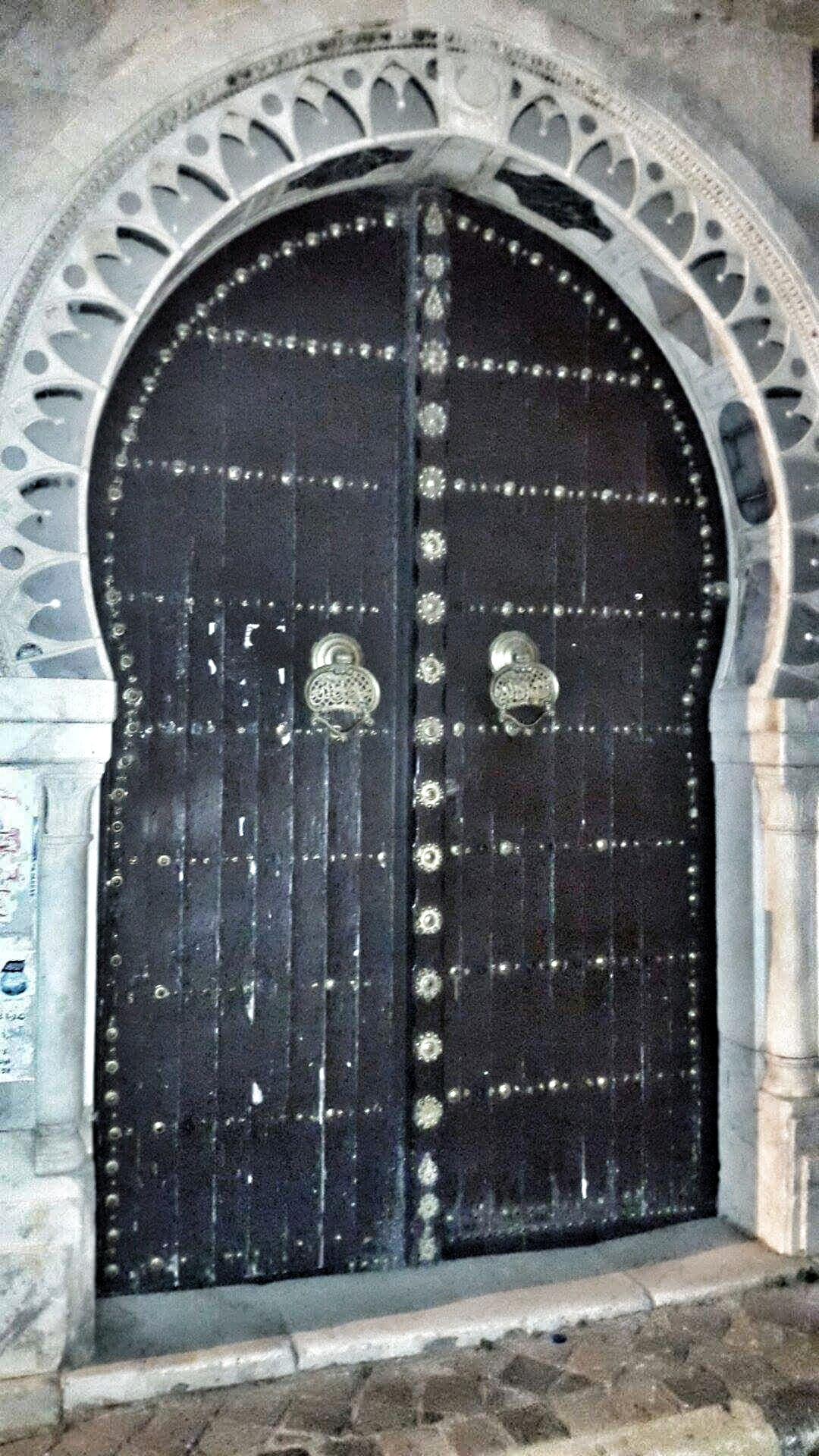
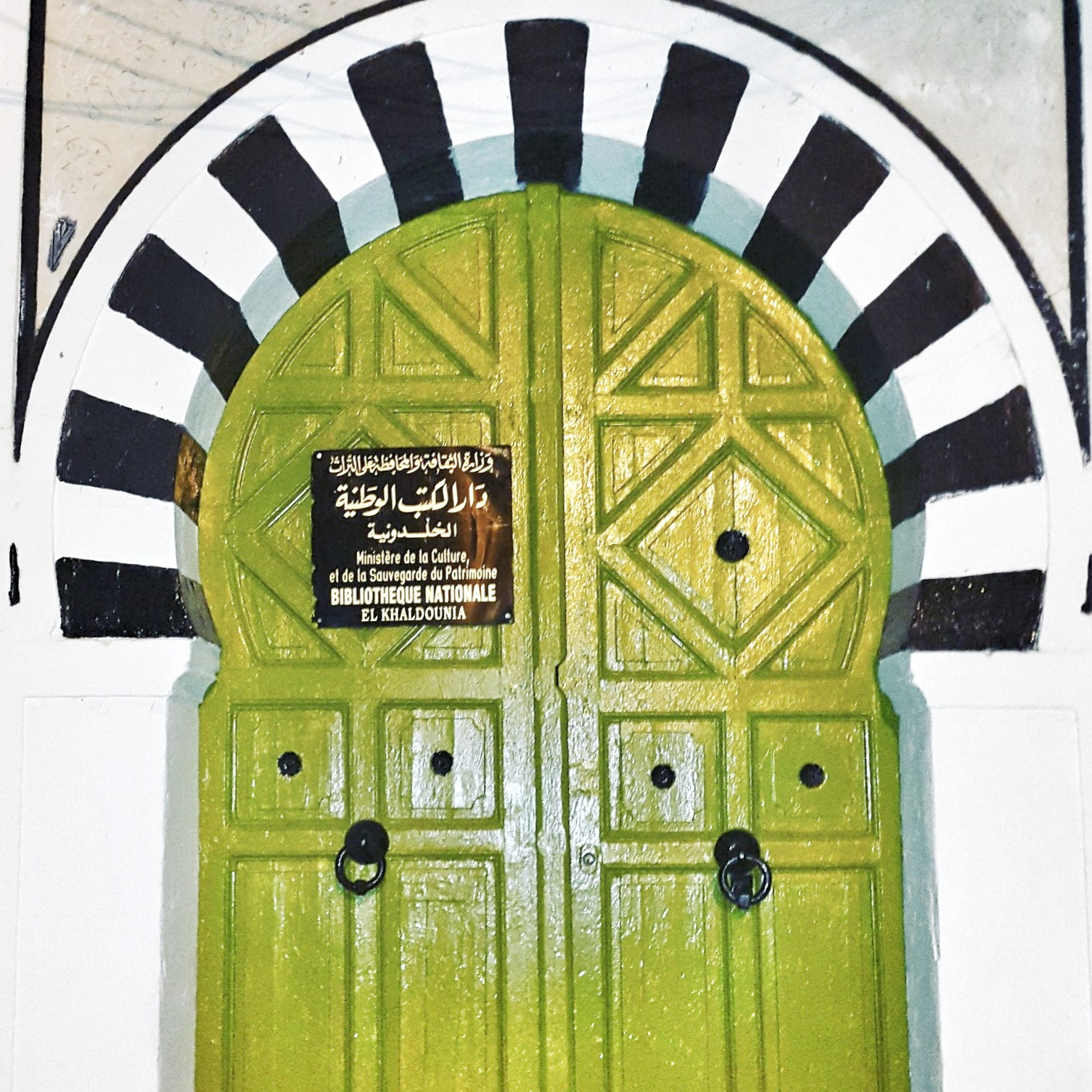
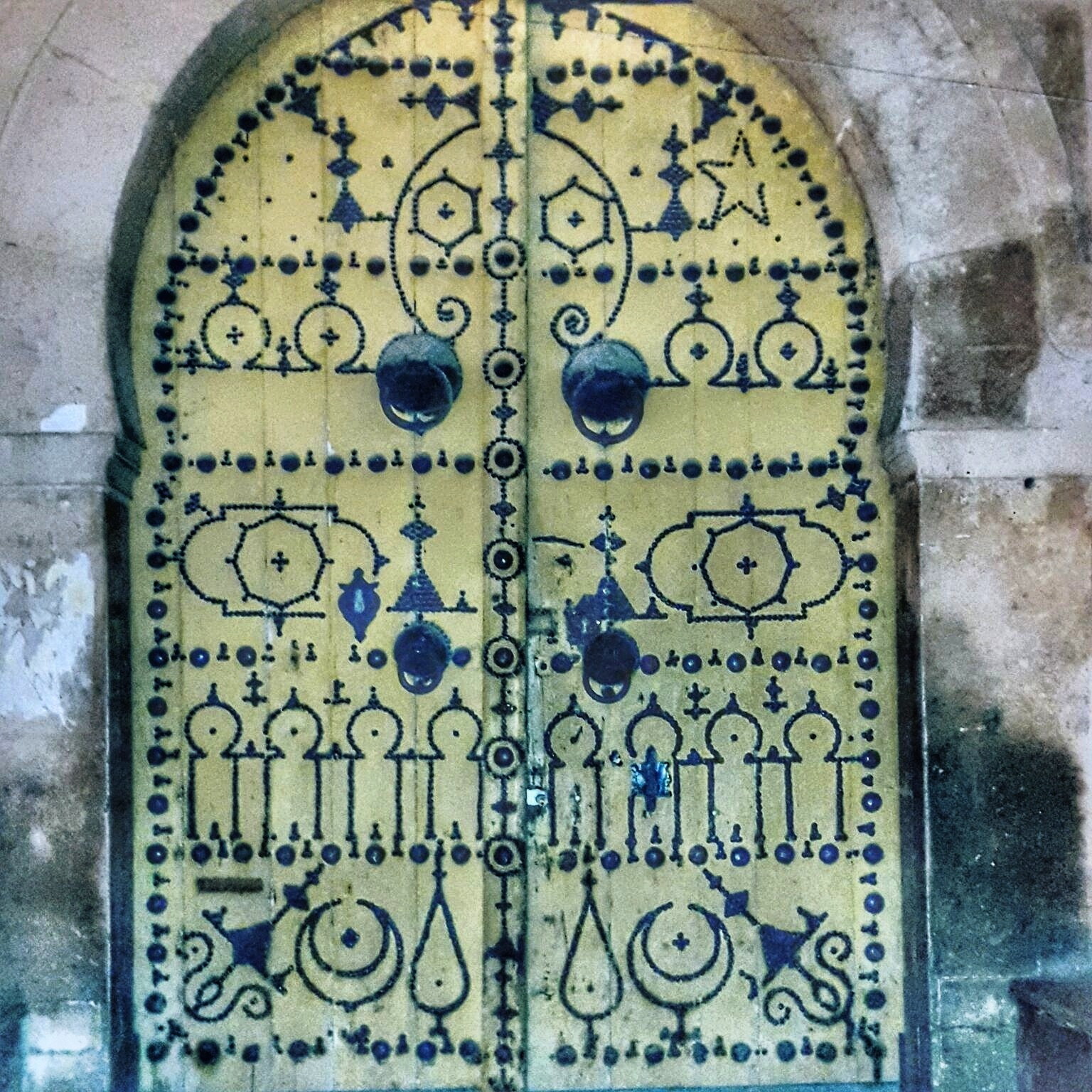
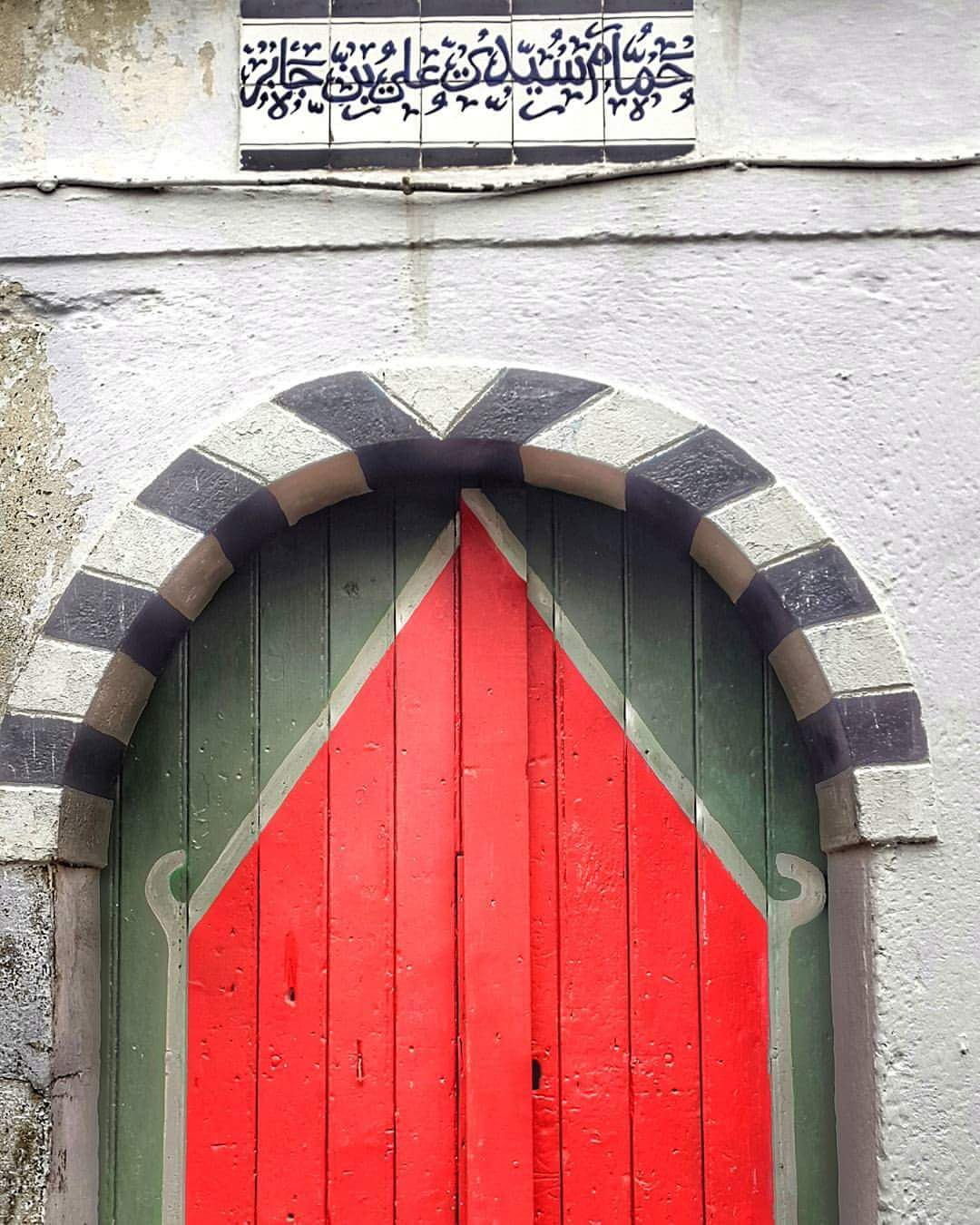
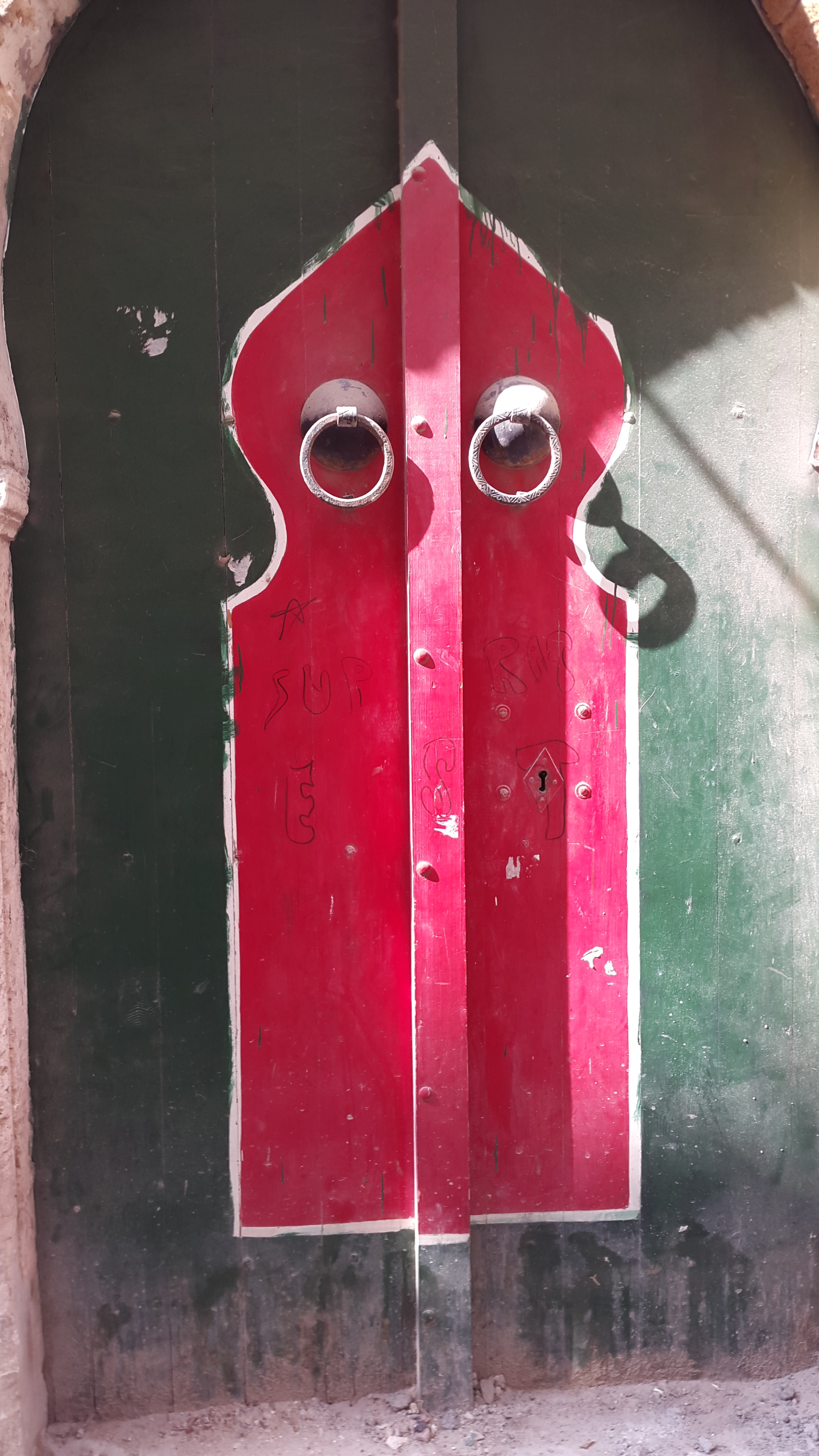

## أبواب مدينة تونس العتيقة

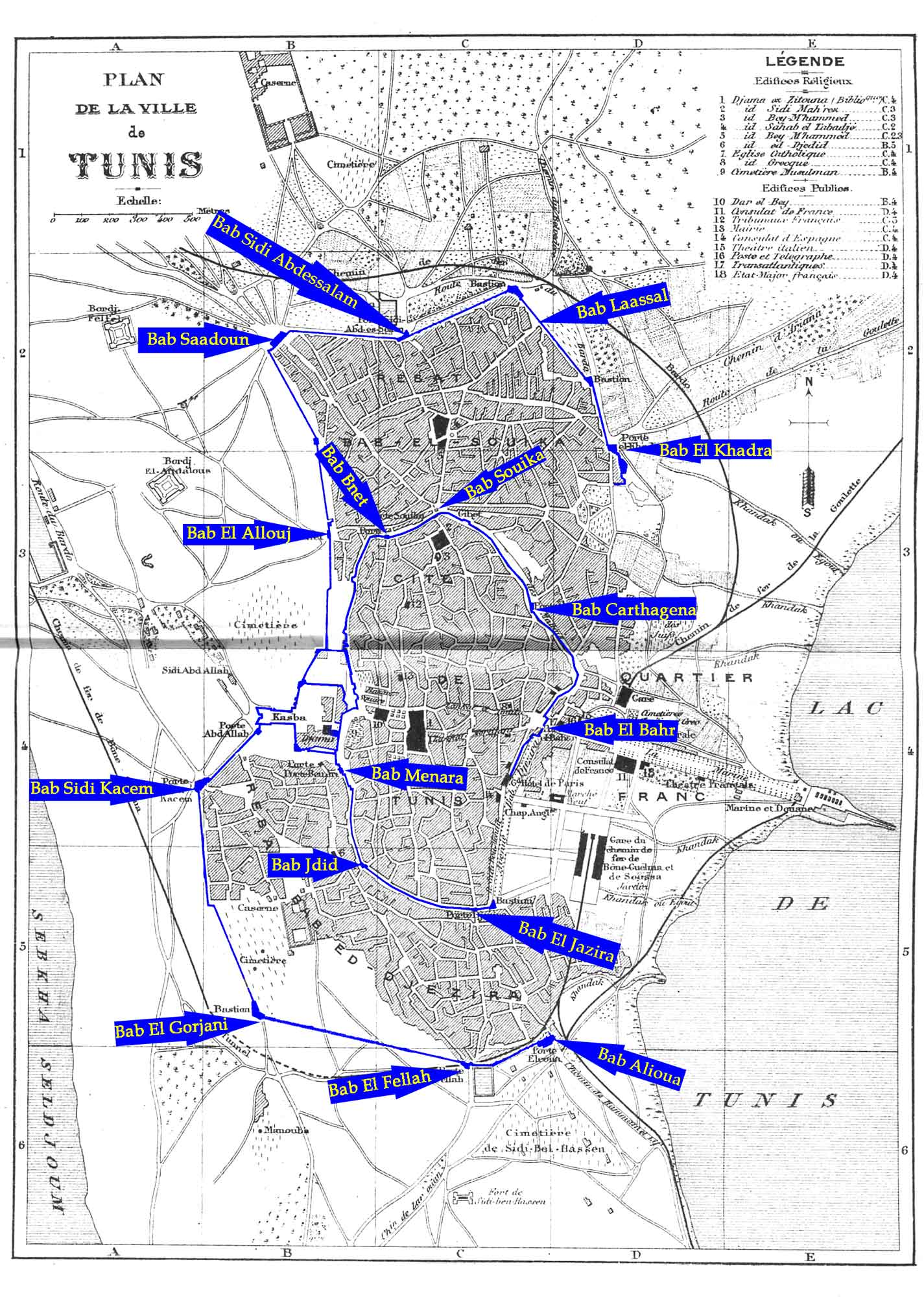
خريطة مدينة تونس العتيقة وأسوارها وأبوابها عام 1888

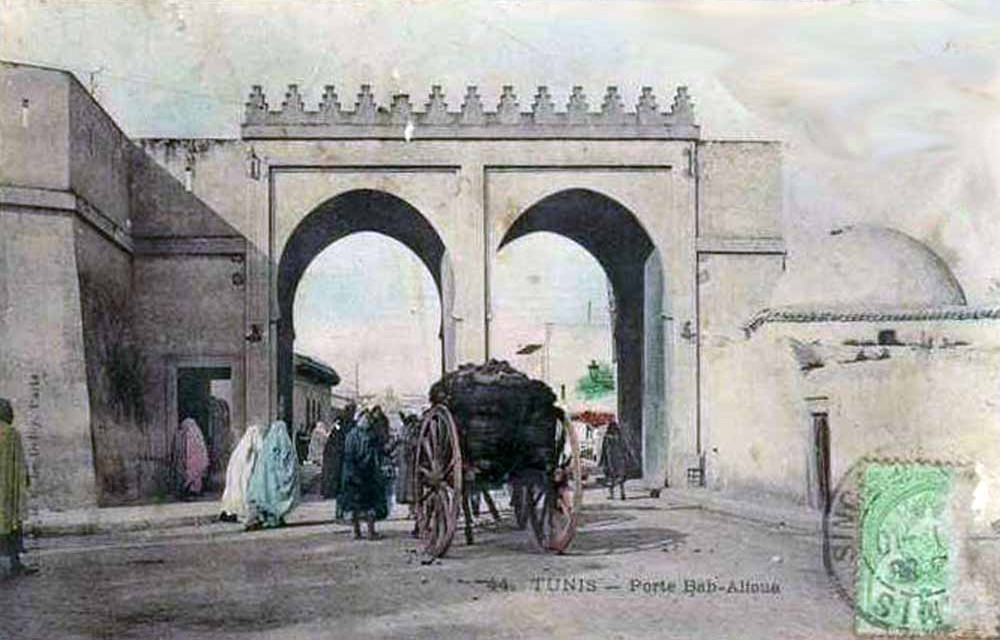
باب عليوة

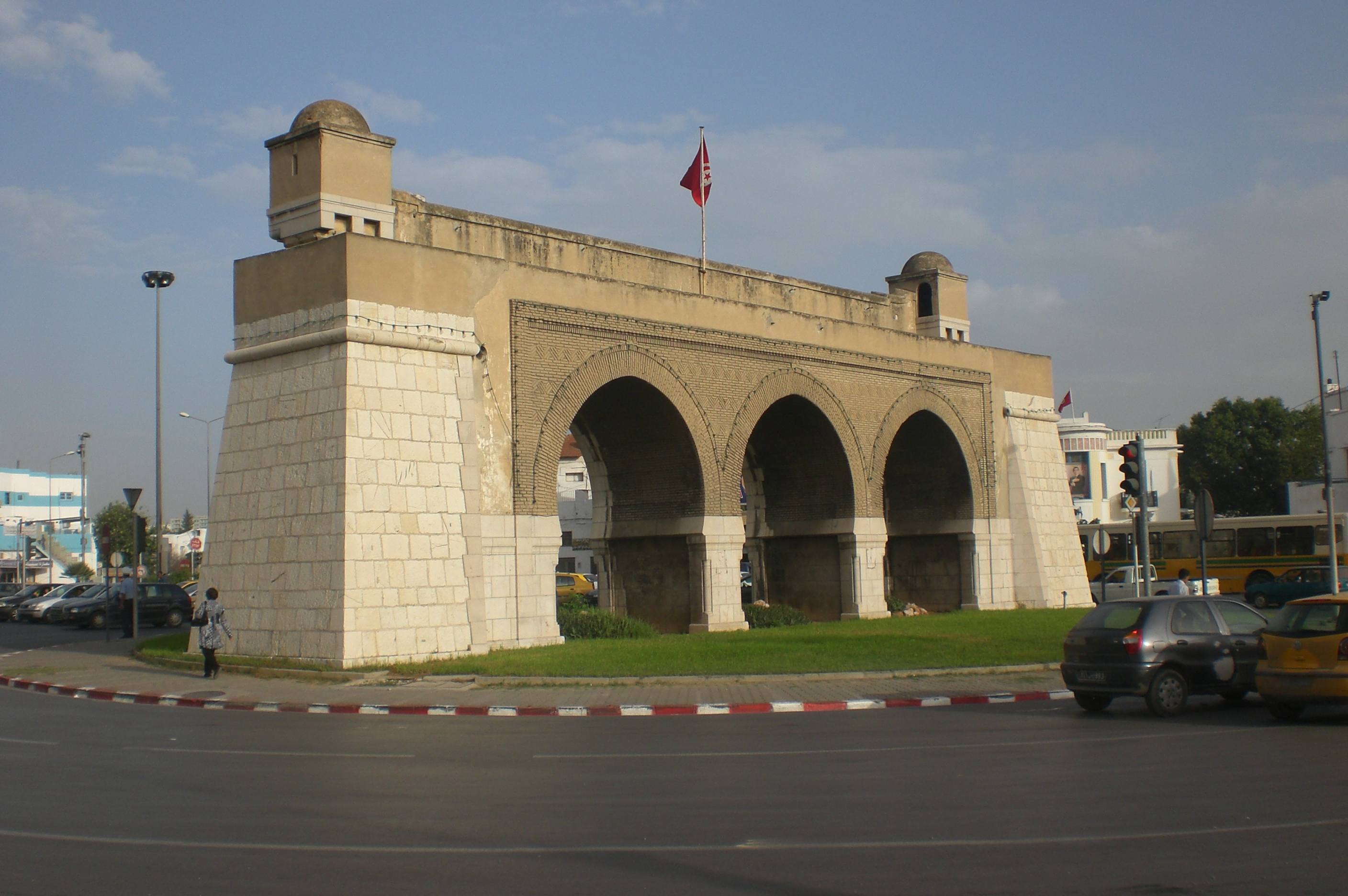
باب سعدون

يوجد بالمدينة العتيقة أربعة و عشرون بابا تنقسم إلى نوعين، أبواب داخليّة وأخرى خارجية، لم يتبقّى منها سوى خمسة أبواب، في حين لا تزال التسميات الأخرى تطلق على أماكن وجود الأبواب المضمحلة، وتقترن هذه التّسميّات عادة بالاتّجاهات التي تفتح عليها الأبواب.

### الأبواب التي اندثرت
- باب الأقواس كان يقع بين باب سويقة وباب سعدون، غير بعيد عن الحلفاوين ومدرسة الزاوية البكرية. اندثر مع السور القديم لمدينة تونس.
- باب الجزيرة واحد من بين أقدم أبواب المدينة العتيقة، سمّي كذلك لأنه ينفذ إلى شبه جزيرة الوطن القبلي ويشرف على جزيرة قرة بن شريك العبسي.
- باب سوق القماش تمّ بناؤه في القرن الخامس عشر ميلادي.
- باب سيدي عبد السلام تمّ بناؤه عهد حمودة باشا على السّور الغربي للمدينة العتيقة، يحمل اسم الولي الصّالح عبد السلام الأسمر.
- باب سيدي عبد الله الشريف كان يقع في الجانب الجنوبي الغربي للقصبة. سمّي باسم الولي الصّالح عبد الله الشريف، كان يسّمى في القرن الرابع عشر بباب الغدر، ثمّ أطلق عليه اسم باب سيدي علي الزواوي في القرن الثامن عشر، وكان مخصصا لعبور الحكام وحاشيتهم ووزرائهم وليس للعامة.
- باب سيدي قاسم تمّ بناؤه في الدولة العهد العثماني كان يقع على الأسوار الغربية للمدينة. سمي بذلك على اسم الوليْ الصّالح أبو قاسم الجليزي.
- باب سويقة كان يقع بالقرب من الحلفاوين وباب العسل وباب الأقواس، تمّ هدمه سنة 1861. جاءت تسميته من تصغير لكلمة سوق، وهناك روايات تقول أنّه كانة توجد به ساقية، وسمّي بذلك تصغيرا لها.
- باب العلوج بناه سلطان الحفصي أبو إسحاق إبراهيم المستنصر، وسماه باب الرّحيبة (أي باب الساحة الصغيرة)، ثمّ سنة 1435، عندما أحضر السلطان الحفصي أبو عمرو عثمان عائلة أمه من إيطاليا، وأسكنها بالحي المجاور للقصبة، وقعت تسميته برحبة العلوج (من العلج، وتعني الأجنبي الأوروبي)، وبذلك سمي الباب بباب العلوج.
- باب عليوة بناه السّلطان الحفصي أبو إسحاق إبراهيم المستنصر، كان يقع في الجهة الشرقية من سور المدينة. سمي بذلك نسبة للعلّيّة أو العْلي (و هو الطّابق العلوي الصّغير) التي كانت فوقه.
- باب الفلة سمي بذلك نظرا لأنّه كان مجرد ثلمة في سور المدينة العتيقة. كان يستعمل لفرار السّكان فترة احتلال الإسبان للمدينة في القرن السادس عشر.
- باب الجبالية
- باب المرقد كان مخصصا لنقل الدّواب سمّي بذلك نظرا لأنّه كان يفتح على المرقد الذّي كان إسطبلا للحيوانات في العهد الحفصي.
- باب القرجاني أو باب سيدي الغرجيني أو باب سيدي علي الغرجيني (يسمى أيضا بالعامية التونسية باب القرجاني)، يقع على السور الشرقي، تمّ بناؤه في الفترة العثمانية، كان يُستعمل لمراقبة سهول مرناق والسيجومي بفضل البرج الذي يحاذيه.
- باب قرطاجنة كان يقع بالقرب من الحفصيّة وسوق القرانة، سمّي بذلك لأنّه كان ينفذ منه سكان مدينة تونس إلى قرطاج. وقع هدمه قبل عام 1881.
- باب البنات تمّ بناؤه بين سنتي عامي 1228 و 1249، سمّي بذلك لأنّ السلطان أبو زكريا الحفصي استبنى بنات عدوه يحي بن غانية الثلاث وربّاهن في قصر واقع قرب هذا الباب. كان دور هذا الباب هو فصل مدينة تونس العتيقة عن حي الأقارب المسيحيين للسلاطين الحفصيين.
- باب المنارة تمّ بناؤه سنة 1276 على الأسوار الغربية للمدينة في عهد الحفصيين. سمي كذلك نسبة إلى المشكاة التي كانت بجداره لهداية المارة.

### الأبواب التي لا تزال قائمة
- باب البحر تمّ بناؤه في عهد الأغالبة، سمي كذلك لأنه يفتح في اتجاه البحر، قبالة بحيرة تونس.
- باب الجديد تمّ بناؤه سنة 1278 في عهد السلطان يحي الحفصي، ثمّ هُدم في القرن الثامن عشر خلال الحرب الباشية الحسينية، ثمّ وقع تجديده في عهد علي باي بن حسين سنة 1769.
- باب الخضراء تمّ بناؤه حوالي سنة 1320 ثمّ هُدم وأعيد بناؤه على شكله الحالي سنة 1881 وكان دوره تسهيل المبادلات التجارية. استمدّ اسمه من مدينة تونس الخضراء.
- باب سعدون تمّ بناؤه سنة 1350 تقريبا، يقع بجانب باب سويقة، سمّ كذلك نسبة إلى اسم رجل صالح يدعى بو سعدون، كان يعيش بجواره.
- باب العسل تمّ بناؤه في العهد العثماني. سمّي كذلك نسبة إلى لقب عائلة بني عسال، وهي عائلة ثريّة كانت تسكن بالقرب من الباب.

## أسواق مدينة تونس العتيقة

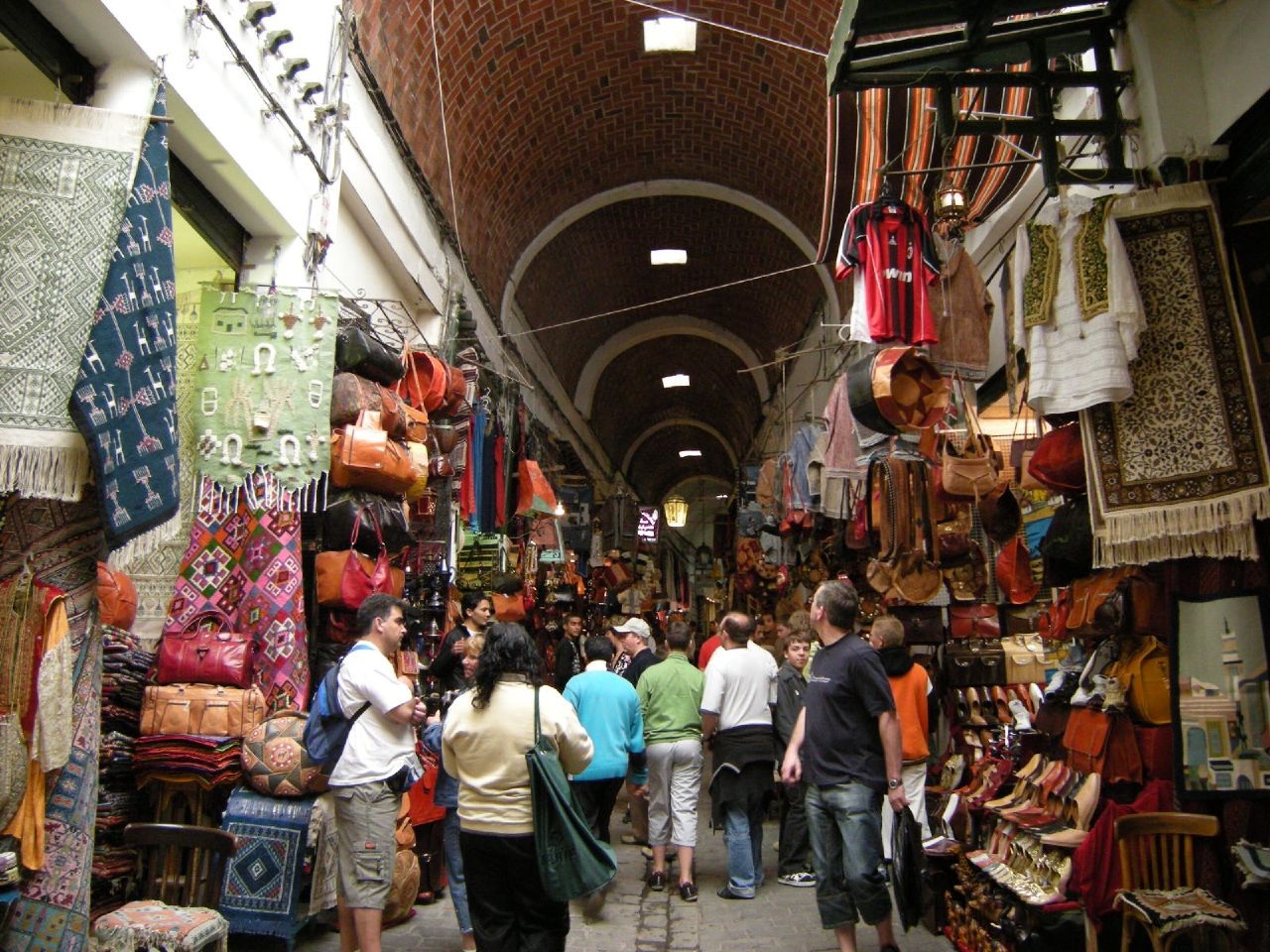
صورة من سوق الترك

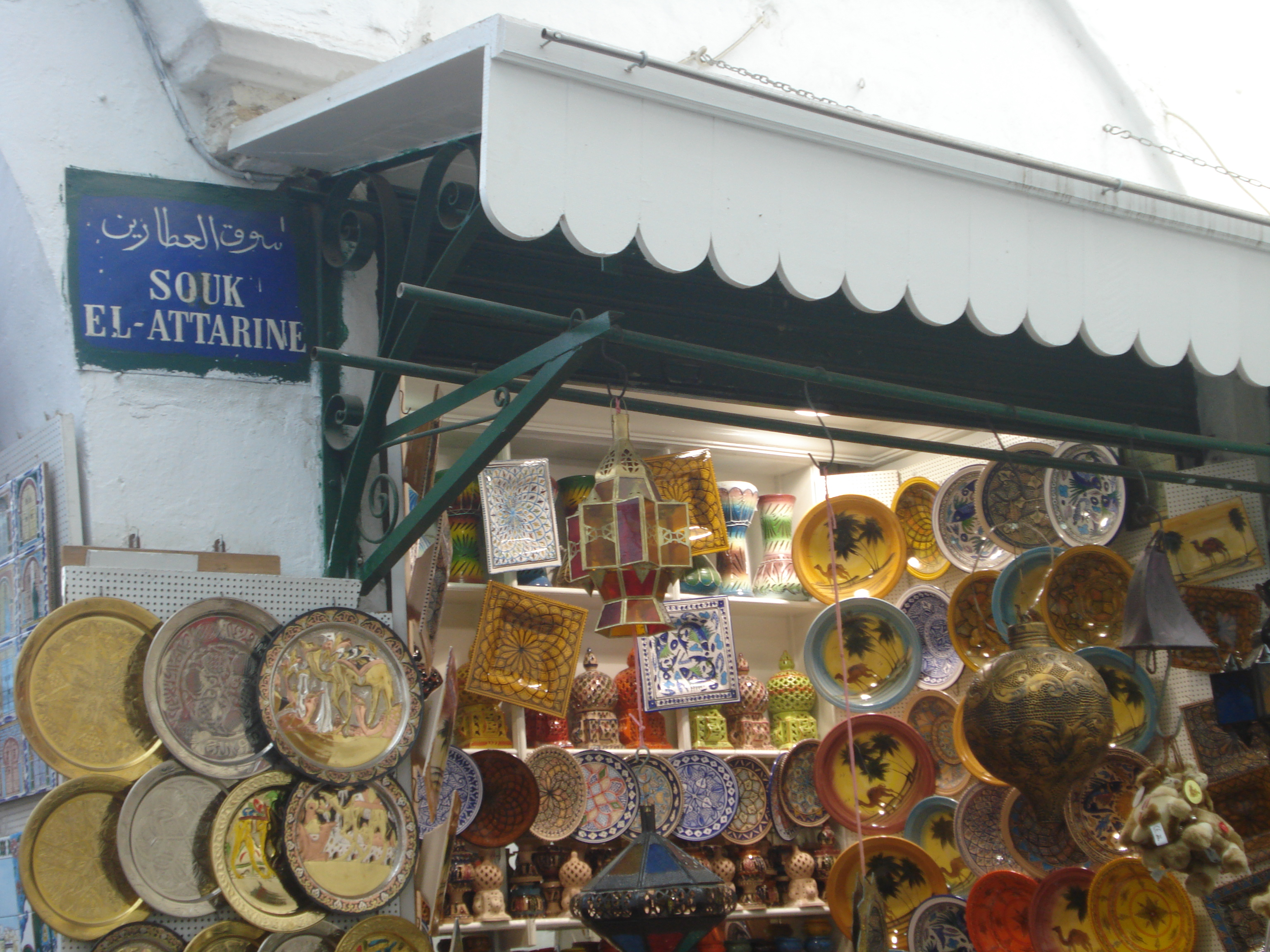
سوق النحاس

تحتوي المدينة العتيقة على ما يقارب أربعين سوقا، من بينها ستة و عشرون سوقا مغطاة (مسقوفة) يتوسط المدينة منها ستة عشر سوقا بنيت حول جامع الزيتونة. كانت هذه الأسواق تصدر البضائع إلى بلاد البحر المتوسط، وأهم هذه الصادرات القمح في سنوات الخصب، ثم التمور والزيتون والعسل والشمع والأسماك المملحة والأقمشة والبسط والصوف والجلود المدبوغة والمصنوعات الجلدية والعاج والتحف المصنوعة منه والأبنوس والتوابل الإفريقية وبعض الأخشاب المصنوعة والكتان والقطن والعطور وبعض أصناف النسيج.
- سوق العطارين تم بناؤها في القرن السابع للهجرة الموافق للقرن الثالث عشر ميلاديا على يد مؤسس الدولة الحفصية أبو زكريا الأول، كانت السوق مشهورة بعطور الياسمين والورد وبالعنبر والقماري والحناء.. يمكن الوصول إلى هذه السوق عبر نهج الغرابلية وسوق البلاغجية ونهج سيدي بن عروس شمالا، وعبر سوق الترك غربا وسوق الفكة جنوبا.
- سوق البلاغجية البعض ينسبها إلى العاهل الحسيني رشيد بن حسين بن علي في حين يعتقد البعض الآخر أنها أسست من قبل علي باشا الثاني سنة 1182هـ/1768 ميلادي. تقع هذه السوق بين سوق العطارين ونهج القصبة، وقد تخصصت منذ نشأتها في صنع البلغة والكنطرة وهي أحذية تقليدية وما تزال إلى يومنا هذا تتعاطى تجارة الأحذية إلا أنها أصبحت بالأساس أحذية عصرية.
- سوق الباي تقع هذه السوق بين نهج القصبة وسوق البركة، وقد أسّسها حمودة باشا «1196هـ/1781م 1228هـ/1813م» وتوجد بجوار قصر الحكومة «دار الباي». وقد كانت مختصة في تجارة السجاد والأقمشة الحريرية والقياطين. وتتعاطى اليوم عدة دكاكين بها تجارة المجوهرات والمعادن الثمينة.
- سوق البركة هي امتداد لسوق الباي عبر سوق الترك، والتي عرفت منذ القرن الحادي عشر للهجرة الموافق للقرن السابع عشر ميلاديا، قد تخصصت في تجارة العبيد ومعلوم أن الرق في تونس أبطل منذ سنة 1846. أما الآن فهي سوق لتجارة مجوهرات الذهب والمعادن الثمينة الأخرى والمجوهرات.
- سوق القرانة بدأت في نهاية القرن الخامس عشر هجرة المسلمين واليهود اللذين أطردوا من إسبانيا والبرتغال. وقد استقر معظمهم -خاصة أولئك اللذين قدموا من الأندلس ببلدان شمال أفريقياتونس، المغرب، الجزائر وليبيا- واستقر بعضهم في إيطاليا في مدينة قرن، حيث مكنهم الدوق الكبير فرديناند الثاني من تسهيلات لتعاطي الأنشطة الاقتصادية والتجارية، وعند موت الدوق.

هاجر أغلبهم إلى تونس فسكنوا بحي الحارة وتعاطوا التجارة بسوق القرانة جمع قرني فكانوا يصدرون المنتوجات الزراعية والحيوانية والمصنوعات التقليدية: أغطية شاشية.. والمواد المتأتية من القوافل الصحراوية كريش وشحم النعام، والعاج والتبر قراضة الذهب. ويوردون مواد أولية وملونات والمنتوجات الصناعية كأغطية الأسرة والحرير والأقمشة الرفيعة والقصدير والسكر والتوابل.
- السوق الجديد تقع هذه السوق بجوار جامع صاحب الطابع وهي التي تربط باب سيدي عبد السلام بساحة الحلفاوين. أسسها يوسف صاحب الطابع وأشرف على حفل تدشينها حمودة باشا سنة 1228هـ/1813م. ليست لهذه السوق تجارة خاصة وإنما أنشطة تجارية متنوعة، وهي جزء من مركب معماري يحتوي على جامع وتربة ومدرسة وحمام وقصر وسبيل.
- سوق البلاط هو سوق مختص ببيع الأعشاب الطبية. يحتل سوق البلاط نهجا ضيقا، جانب هام منه مسقوف، وهو موجود في قلب المدينة العتيقة حيث يمكن الوصول إليه انطلاقا من جامع الزيتونة بالاتجاه جنوبا من سوق القشاشين. كما يمكن الوصول إليه أيضا من نهج الصباغين.
- سوق الكبابجية تسمى هذه السوق بسوق الكبابجية إشارة إلى الحرفيين الذين يقومون بصنع الكبائب «جمع كبة»، وتختص في تجارة الألبسة التقليدية، وهي موازية لسوق البركة وتؤدي إلى سوق الترك من ناحية وإلى سوق السكاجين من ناحية أخرى.
- سوق الكتبية كانت هذه السوق التي أسست في العهد الحفصي تعرف بسوق الطيبين تباع بها الأزهار قصد تقطيرها واستخراج العطور منها التي كانت تباع بسوق العطارين. ثم ونظرا لاقترابها من جامع الزيتونة الذي كان مركزا للجامعة الزيتونية نشطت في هذه السوق تجارة الكتب وهو ما يشير إليه اسمها.
- سوق القماش تقع هذه السوق بالممر الرئيسي الذي يصل بين ضاحيتي باب السويقة وباب الجزيرة غربي جامع الزيتونة، ويغلب الاعتقاد بأن هذه السوق قد أعيد بناؤها في القرن التاسع للهجرة/ الخامس عشر ميلاديا من قبل السلطان الحفصي أبو عمر عثمان خلفا لسوق أخرى، هي سوق الرمّادين.
- سوق اللفة يسمى كذلك سوق الجربيين (أصيلي جزيرة جربة)، يقع هذا السوق في قلب مدينة تونس العتيقة بجوار جامع الزيتونة، وبني السوق عن طريق يوسف داي وهو معروف ببيع منتجات الصوف، كما يباع أيضا اللباس التقليدي سفساري.
- سوق النحاس يعود تاريخ بناء هذه السوق إلى العهد الحفصي القرن السابع للهجرة القرن الثالث عشر ميلاديا، وقد كانت تعرف آنذاك بسوق الصفارين. كان الاختصاص الوحيد لهذه السوق تصنيع النحاس وصنع الأواني النحاسية وطلاؤها وبيعها. وتأوي هذه السوق حاليا إلى جانب نشاطها الرئيسي عدة أنشطة تجارية أخرى.
- سوق السكاجين يمكن الوصول إلى هذه السوق مرورا بنهج السراجين، وكلمة السكاجين هي في الأصل تحريف لعبارة الشكازين جمع شكّاز وهو الحرفي المختص في صنع الأشكز، وهي صناعة تجميل جلد السروج.
- سوق سيدي بومنديل أحد الأسواق الشعبية لتونس العاصمة، ينطلق هذا السوق من ساحة سيدي البشير إلى ساحة البرزلي التي ينتهي إليها نهج إسبانيا ونهج الكومسيون، وهو مجاور لنهج الجزيرة. ويتخصص هذا السوق في بيع البضائع المستورة من مختلف الأنواع من الصين وشرق آسيا.
- سوق الترك تم بناء هذه السوق في القرن السابع عشر من قبل يوسف داي، وقد كانت تباع بها الأشياء الموروثة تركة وجمعها ترك. ثم تخصصت في بيع الملابس التقليدية مثل الجبة والفرملة والصدرية والسروال.
- سوق الشواشين يشتمل هذا المركب على ثلاثة أسواق: السوق الحفصي، السوق الصغير، والسوق الكبير. وقد تم بناء هاتين الأخيرتين من قبل حمودة باشا الحسيني بين سنتي 1197هـ/ 1782م و1230هـ/ 1814 م.
- سوق المر هي أحد أسواق مدينة تونس. يعتبر سوقا يومية متنوعة البضائع.

## قصور مدينة تونس العتيقة

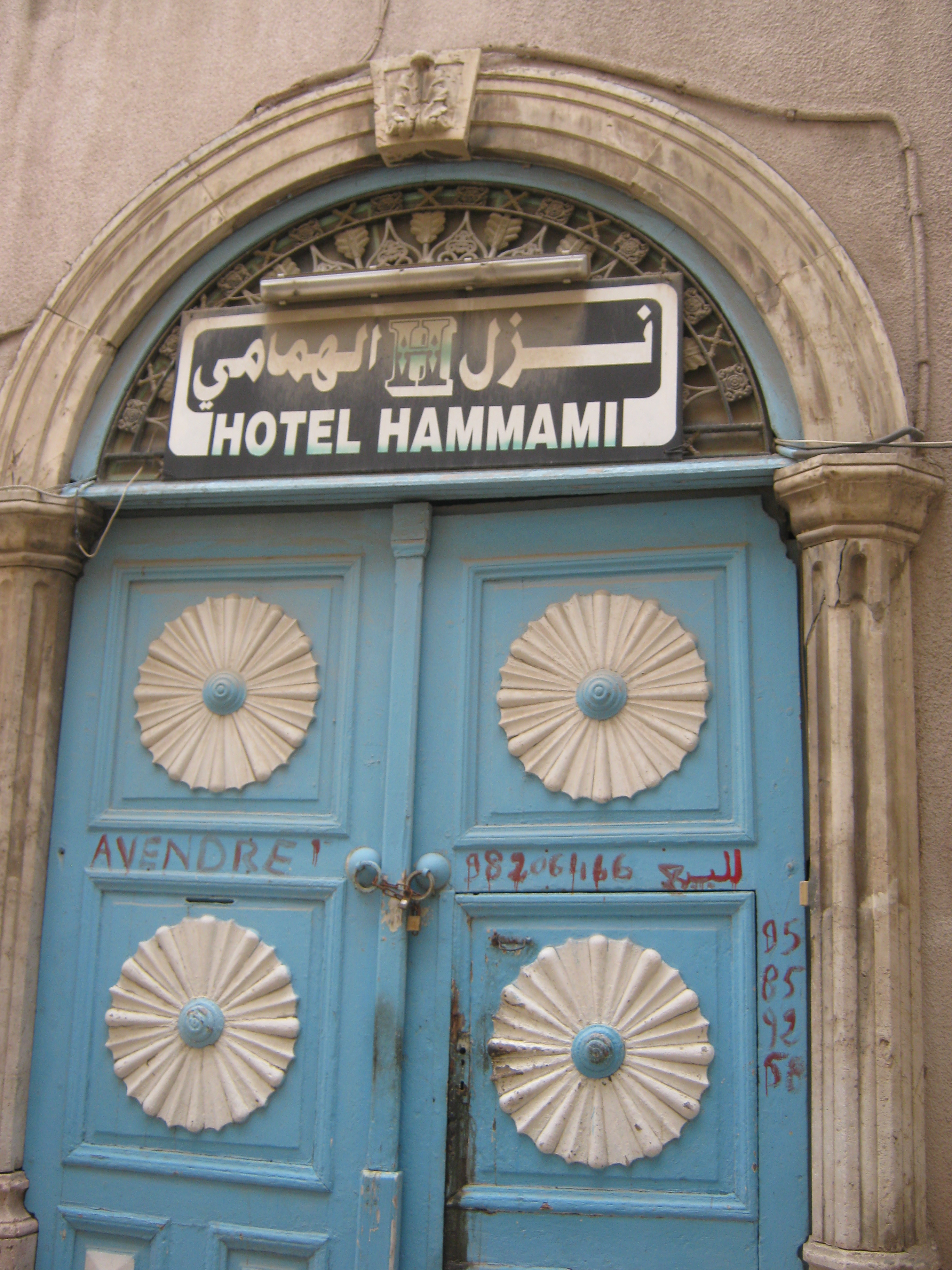
دار القائد نسيم شمامة

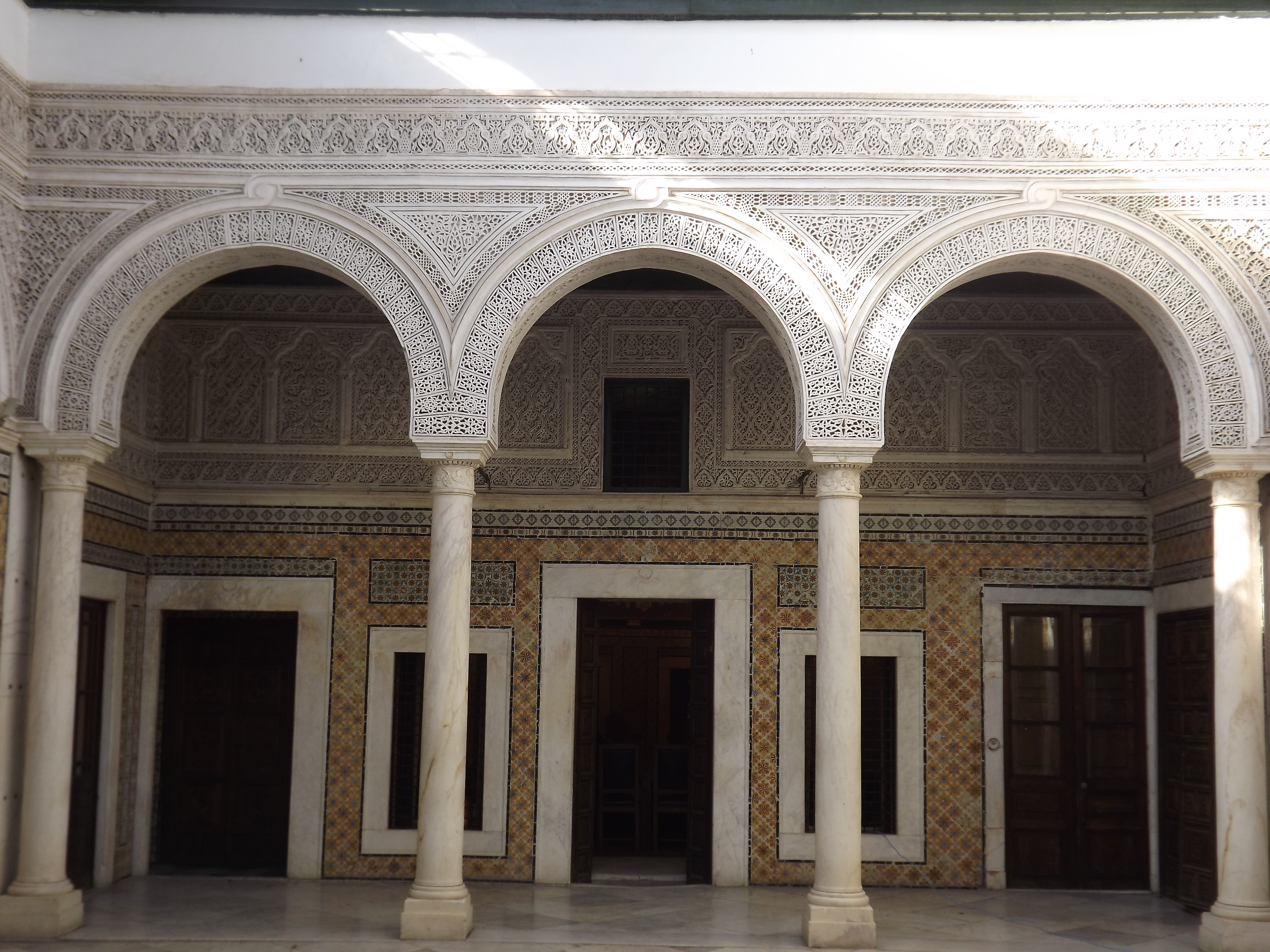
دار الأصرم

تعدّ القصور أو الدور، من أبرز المعالم التاريخية في مدينة تونس العتيقة، كان يسكنها السّاسة، أثرياء وأعيان المدينة.
- دار ابن أبي ضياف هي أحد قصور مدينة تونس العتيقة التي تقع في زنقة ابن أبي ضياف، بالقرب من نهج الباشا ومن سيدي محرز.
- دار الباي هو قصر يقع في ساحة القصبة على المدخل الجنوبي للمدينة العتيقة ويستعمل كمقر للحكومة التونسية.
- دار الحداد هي إحدى أقدم القصور التونسية الموجودة بالمدينة العتيقة بتونس العاصمة، وتعتبر معلما تونسيا.
- دار الأصرم هي أحد معالم المدينة العتيقة بتونس. أنشأت الدار بين عامي 1812 و 1819 من قبل حمودة الأصرم.
- دار القائد نسيم شمامة هي قصر من قصور مدينة تونس العتيقة، توجد حاليّا بالحفصيّة التي كانت تسمّى قديما الحارة.
- دار باش حامبة أحد قصور مدينة تونس العتيقة. أخذت الدار اسمها عن عائلة باش حامبة ذات الأصل التركي.
- دار بن عبد الله هو قصر ومتحف تونسي يقع في الحي الجنوبي للمدينة العتيقة للعاصمة قرب تربة الباي.
- دار بيرم هي أحد قصور مدينة تونس العتيقة تقع بنهج الأندلس. وصنفت بمخزون جاك ريفول  كواحدة من أكبر بيوت المدينة التاريخية بمدينة تونس.
- دار بن عياد هي أحد معالم المدينة العتيقة بتونس. أنشأت الدار في أواخر القرن الثامن عشر على يد القائد رجب بن عياد.
- دار جعيط هو قصر من قصور مدينة تونس العتيقة، يقع بنهج سيدي بن عروس.
- دار الجلولي هي أحد معالم المدينة العتيقة بتونس. أنشأت الدار في أواخر القرن الثامن عشر على يد محمود الجلولي، أحد أهم تجار تونس ورجال حمودة باشا وعلي باشا في القرنين الثامن والتاسع عشر.
- دار الجزيري هي أحد قصور مدينة تونس العتيقة. تقع في نهج التريبونال، على بعد بضعة أمتار من دار الأصرم، كانت واحدا من مساكن عائلة الجزيري بين القرن الثاني عشر والثامن عشر.
- دار حسين هي أحد أبرز قصور المدينة العتيقة في تونس إلى جانب دار بن عبد الله، دار باش حامبة ودار الأصرم.
- دار حمودة باشا هو قصر في مدينة تونس العتيقة، وشيده حمودة باشا المرادي، باي من عائلة المراديين عندما كان أميرا، وذلك في حوالي 1630.
- دار عثمان هو معلم تاريخي تونسي وهو قصر سابق لعثمان داي ويقع في المنزل 16 شارع المبزع في الجزء الجنوبي من مدينة تونس العتيقة.
- قصر غاريبالدي هوأحد قصور مدينة تونس العتيقة، أسس في القرن التاسع عشر، يقع قصر غاريبالدي في نهج الكوميسيون.
- دار بن عاشور هو قصر بمدينة تونس  بني في القرن السابع عشر. يقع بنهج الباشا، ويضم الآن مكتبة مدينة تونس.
- قصر خير الدين هو متحف مدينة تونس م تشييده هذا بين عامي 1860 و 1870 بأمر من الوزير المصلح خير الدين باشا، وهو قصر يجمع بين النمط التقليدي والتجديد الأوروبي وله واجهة عريضة تفتح على الطريق وتزويق داخلي ذو نمط إيطالي مع نقوش مذهبة.
- دار ابوزكريا الحفصي الهنتاتي مؤسس الدولة الحفصية ويسمى قصر الزهراء تونس المدينة وقع ترميمه وفتحه للعموم في عام 2017 ويضم الان مقهى ثقافي ومطعم اكلات التونسية التقليدية يقع قصر الزهراء تونس المدينة في نهج كتاب الوزير الواصل بين سوق البلاط وساحة مدق الحلفا.

## مساجد مدينة تونس العتيقة

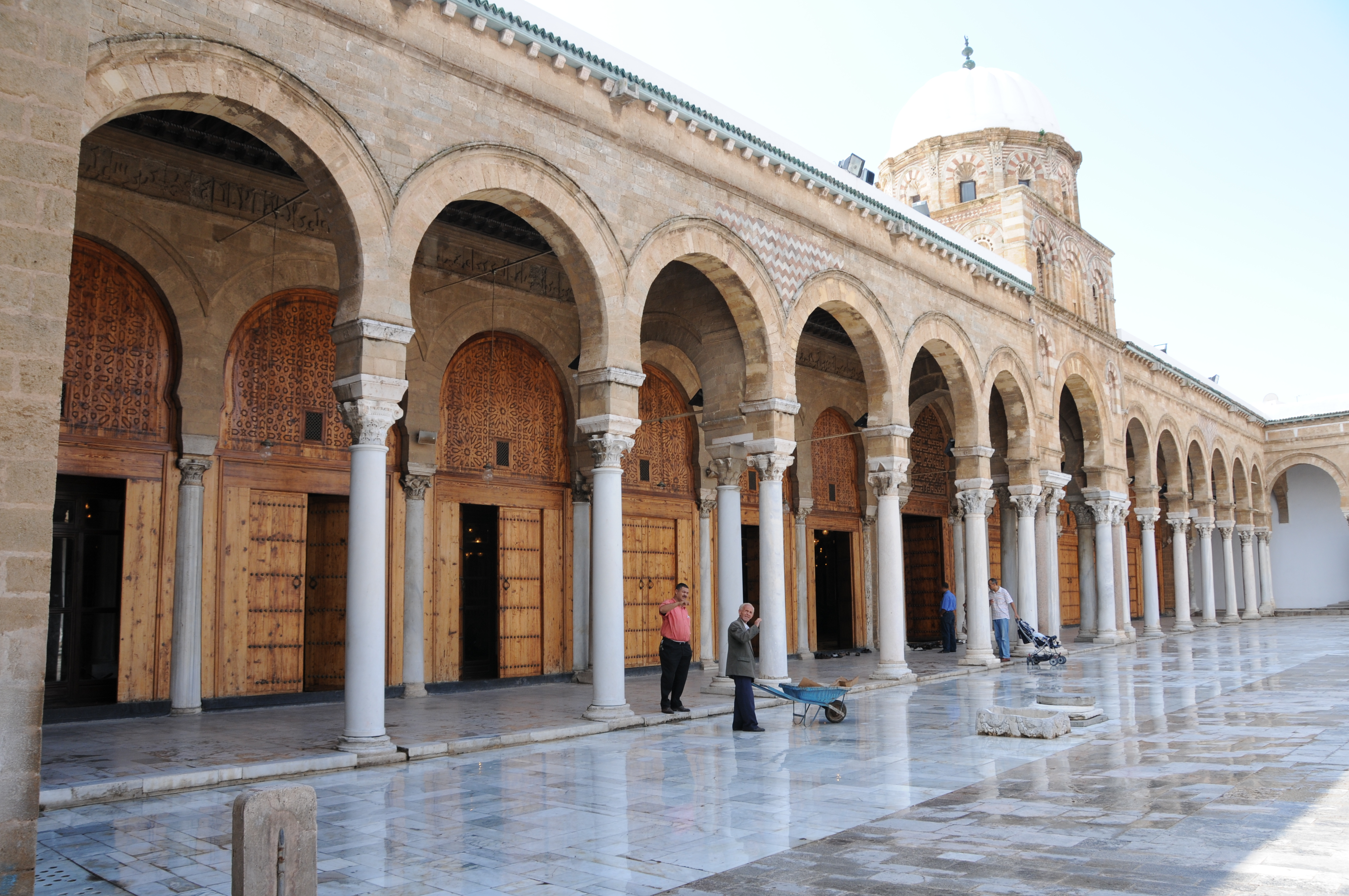
جامع الزيتونة

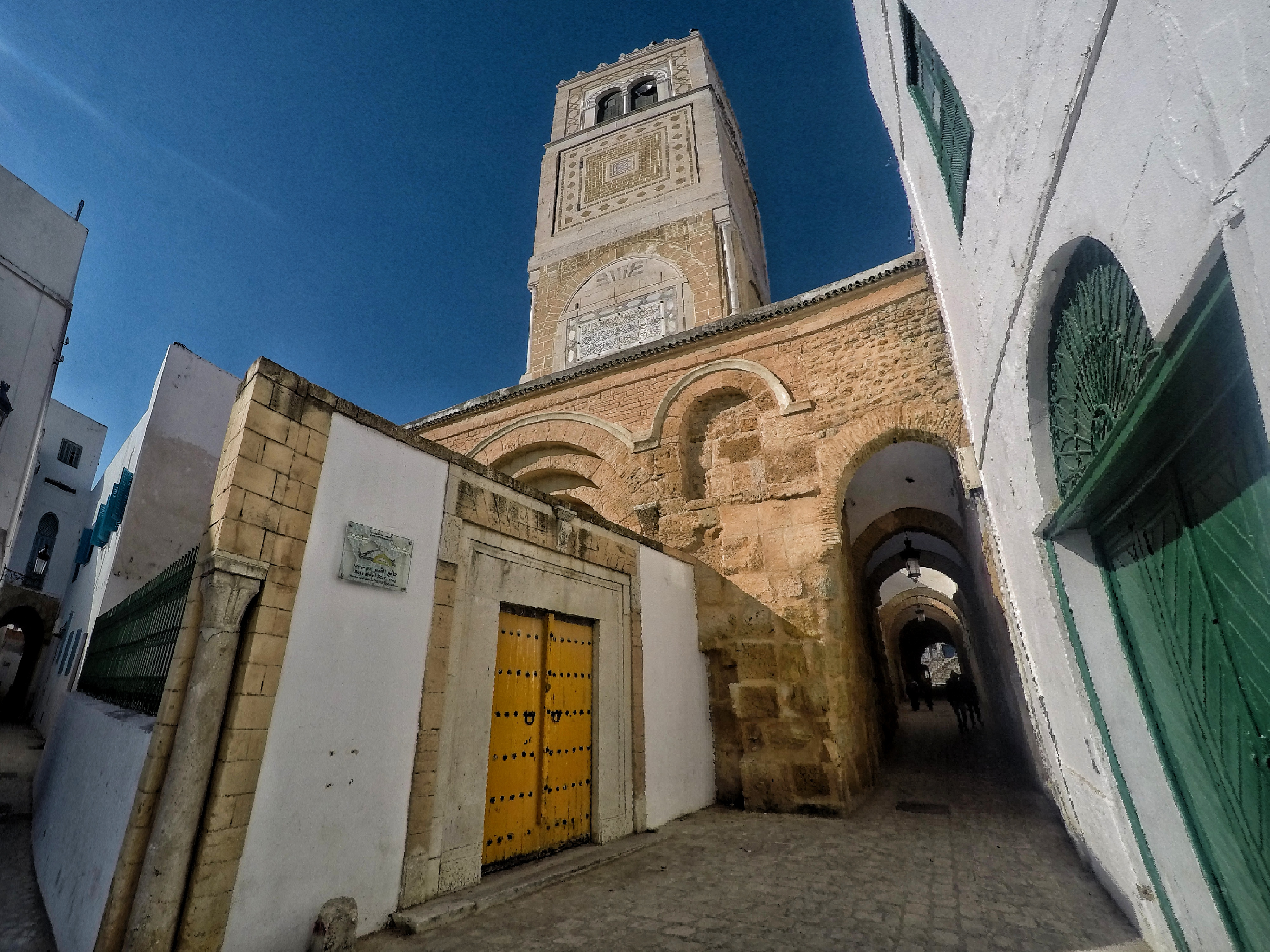
جامع القصر

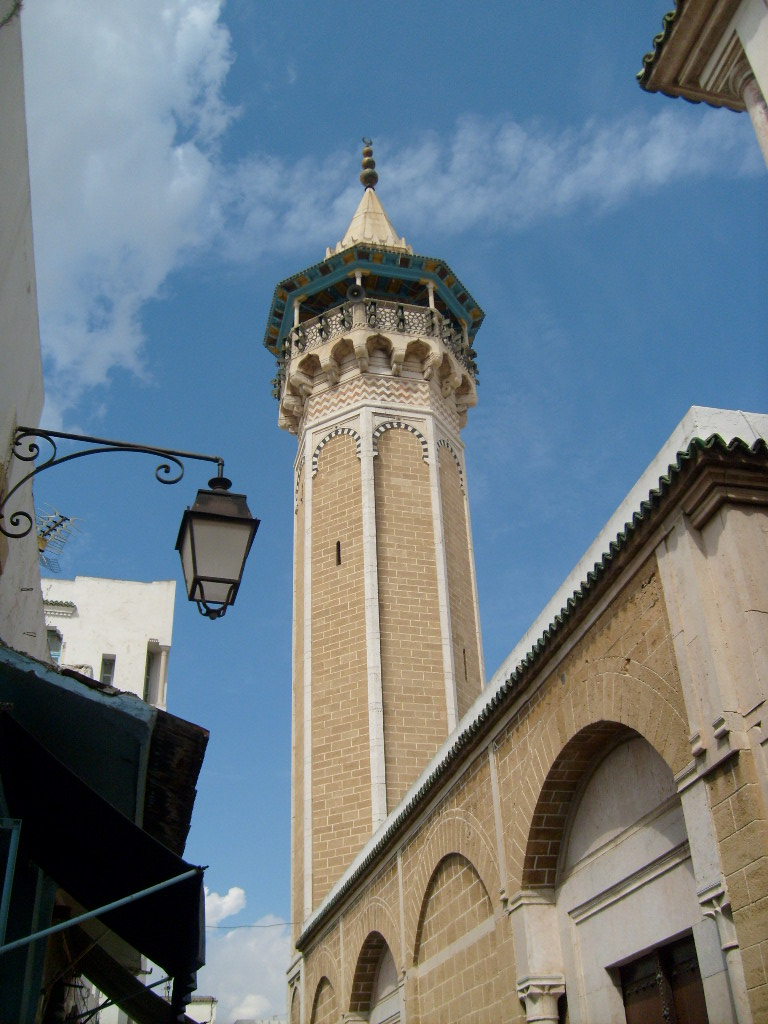
مسجد حمودة باشا

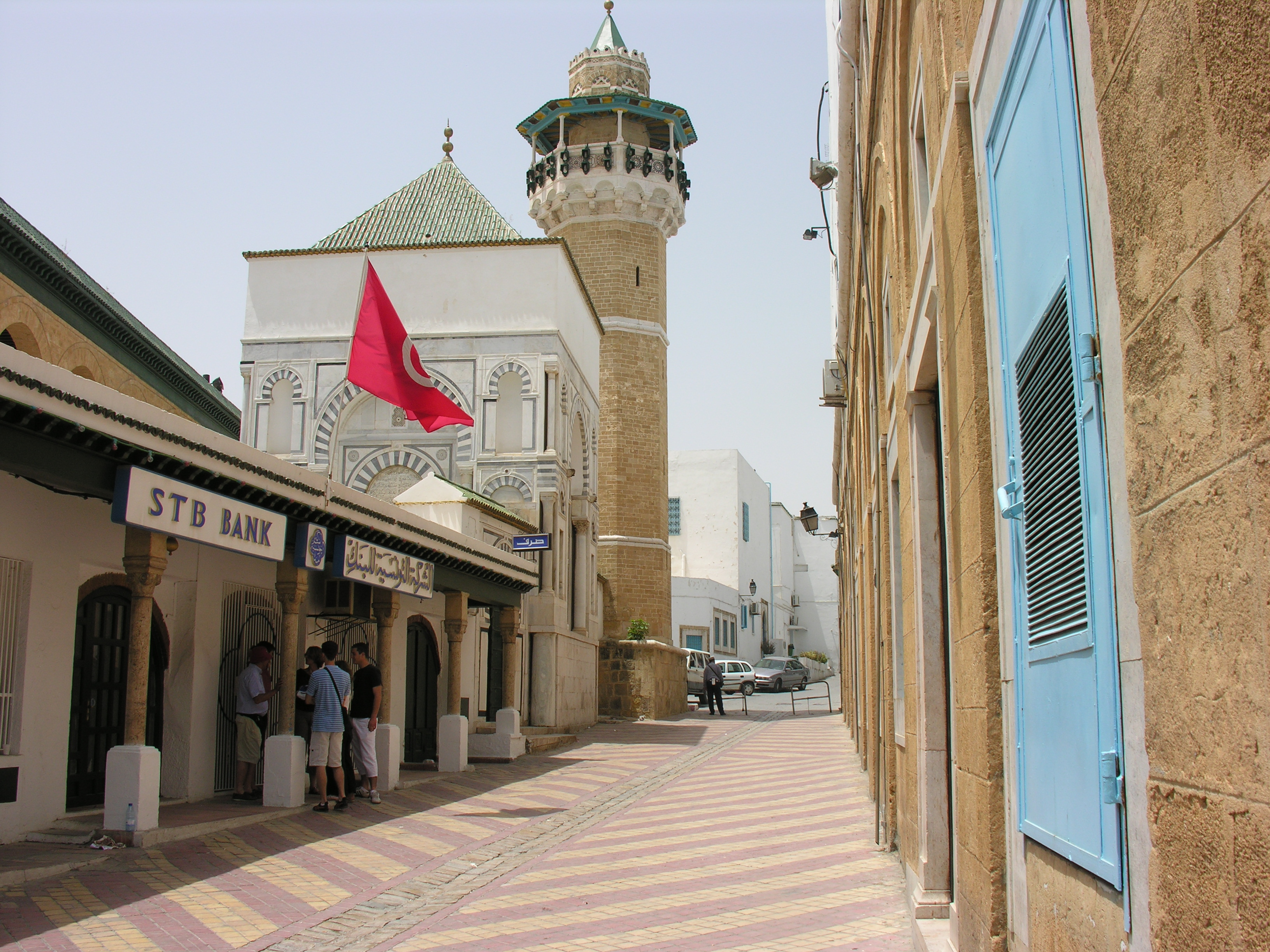
جامع يوسف داي

- جامع الزيتونة هو المسجد الجامع الرئيسي في مدينة تونس العتيقة في تونس العاصمة في تونس، وأكبرها وأقدمها ويرجع للسنة على المذهب المالكي. تأسس في 698 (79 هـ) بأمر من حسان بن النعمان وأتمه عبيد الله بن الحبحاب في 732، ويعتبر ثاني أقدم مسجد في تونس بعد جامع عقبة بن نافع.
- جامع القصبة أمر ببنائه السلطان الحفصي أبو زكرياء الأول بين عامي 629 هـ/1292 م و633 هـ/1296 م بمدينة تونس العتيقة، وكان يسمى في العهد الحفصي باسم جامع الموحدين.
- جامع باب بحر معروف أيضا باسم جامع الزرارعية  أو جامع الزيتونة الخارجي، هو مسجد يقع شرق مدينة تونس العتيقة. تم بناؤه في العهد الحفصي، على يد أحمد ابن مرزوق ابن أبي عمارة المسيلي سنة 1282 ميلادي الموافق ل 681 هجري.
- الجامع الجديد يقع في المدينة العتيقة وبالتحديد في نهج الصباغين، تم بناؤه بأمر من حسين بن علي مؤسس الدولة الحسينية سنة 1139هـ الموافق 1726 ميلادي.
- مسجد حمودة باشا الحسيني يقع غرب مدينة تونس العتيقة في تونس العاصمة. شيد المسجد سنة 1805 (1220 هـ) من قبل حمودة باشا الحسيني باي تونس.
- المسجد الحبيبي يقع وسط مدينة تونس العتيقة في تونس العاصمة.تم تشييده سنة 1926 ميلادي الموافق لسنة 1345 هـ.
- مسجد الحفصية يقع في حي الحفصية شمال مدينة تونس العتيقة في تونس العاصمة. تم بناء المسجد في حكم محمد الأمين باي، حيث بدأت الأشغال في 1954 (1372 هـ) بفضل تمويل الوطني صالح بن علي بن بلقاسم بوزنبيلة الدويري، وانتهت في 1956 (1375 هـ).
- جامع الهنتاتي يقع غرب مدينة تونس العتيقة في تونس العاصمة، وتحديدا في سوق اللفة والذي يسمى أيضا سوق الجرابة، الذي يحتوي أتباع الإباضية.
- مسجد الإشبيلي يقع في الزاوية المطلة على نهج باش حامبة ونهج الكنز والمقابلة لسوق البلاط، وذلك في مدينة تونس العتيقة. بني في القرن العاشر، وله واجهة كبيرة بها ثلاثة أبواب.
- مسجد الفال يقع بنهج العزّافين بمدينة تونس وهو معلم مصنّف منذ 19 أكتوبر 1992. تمّ بناء هذا المسجد في الفترة الصّنهاجيّة، المعروفة بالفتّرة الزّيريّة، وهي فترة حكم فيها الزّيريون المغرب بين 972 و 1014.
- مسجد القبة يقع في 41 نهج تربة الباي في مدينة تونس العتيقة في تونس العاصمة، شيد في القرن الحادي عشر. شيد في القرن الحادي عشر. المسجد مشهور بسبب كونه مكان دراسة العلامة ابن خلدون.
- جامع القصر يقع في حي باب المنارة في طرف مدينة تونس العتيقة في تونس العاصمة. كان الجامع مسجدا ملكيا تابعا لقصر دار حسين، مقر سكن ملوك بنو خراسان، ويوقع أن المسجد تم بناؤه أثناء حكم أحمد بن خراسان (1100 - 1128).
- مسجد ملي ملي يقع بشمال المدينة. تمّ بناؤه في العهد الحسيني.
- جامع المهراس يقع شرق مدينة تونس العتيقة في تونس العاصمة. شيد أثناء حكم بنو خراسان، وهي سلالة محلية حكمت تونس بين 1059 و 1158.
- مسجد الطراز يقع غرب مدينة تونس العتيقة في تونس العاصمة. شيد سنة 1836 (1251 هـ) تحت حكم الحسينيين، من قبل الأمير مصطفى بن محمود بن محمد الرشيد.
- مسجد حمودة باشا بناه حمودة باشا المرادي بأي تونس عام 1655 وتم ترتيبه كمعلم تاريخي في 13 مارس 1912 ميلادي. دامت مدة حكم حمودة زمنا طويلا يقارب الخمس والثلاثين سنة، وهي مدة طويلة نسبيا سمحت له بأن يؤسس العديد من المعالم الدينية والمدنية، من أهمها الجامع الذي اشتهر باسمه والواقع في مكان التقاء نهج سيدي بن عروس بنهج القصبة.
- جامع حرمل يقع في نهج الصباغين في مدينة تونس العتيقة في تونس العاصمة. يرجع تشييد إلى العهد الحفصي، بناه علي ثابت، أحد وزراء يوسف داي أثناء القرن السابع عشر.
- مسجد لاز يقع غرب مدينة تونس العتيقة في تونس العاصمة. ينسب المسجد للحاج محمد لاز داي، وهو انكشاري أصيل لازستان.
- مسجد السيدة عجولة يقع شمال مدينة تونس العتيقة في تونس العاصمة. شيد سنة 1874 (1291 هـ) تحت حكم الحسينيين.
- مسجد سيدي عامر يقع بالجنوب الشّرقي للمدينة، وهو معلم مصنّف منذ 16 نوفمبر 1928.
- مسجد سيدي بوحديد يقع شمال مدينة تونس العتيقة في تونس العاصمة. يستلهم المسجد إسمه من اسم ولي صالح هو سيدي بوحديد، واسمه الحقيقي محمد، وعاش في القرن الثاني عشر ودفن في الحي اليهودي الذي يسمى الحارة.
- جامع سيدي محرز يقع في نهج سيدي محرز، وهو أكبر جامع للمذهب الحنفي تم تشييده سنة 1104 هجري الموافق ل 1692 على يد محمد باي المرادي، نجل مراد الثاني لكنه يعرف باسم جامع سيدي محرز وذلك لوجوده أمام الزاوية التي تحمل اسم الرجل الصالح.
- جامع يوسف داي المعروف أيضاً باسم جامع سيدي يوسف هو أول جامع حنفي في تونس بعد الفتح العثماني ويسميه البعض جامع البشامقية، تم بناؤه سنة 1612 في عهد يوسف داي وهو أول مسجد ينبى على طريقة العمارة العثمانية ويحتوي قبر مؤسسه. في البداية كان مسجدا للخمس وفي سنة 1631 قام يوسف داي بتحويله إلى جامع خطبة وقد تم تدريس الفقه الحنفي به.

## معرض الصّور

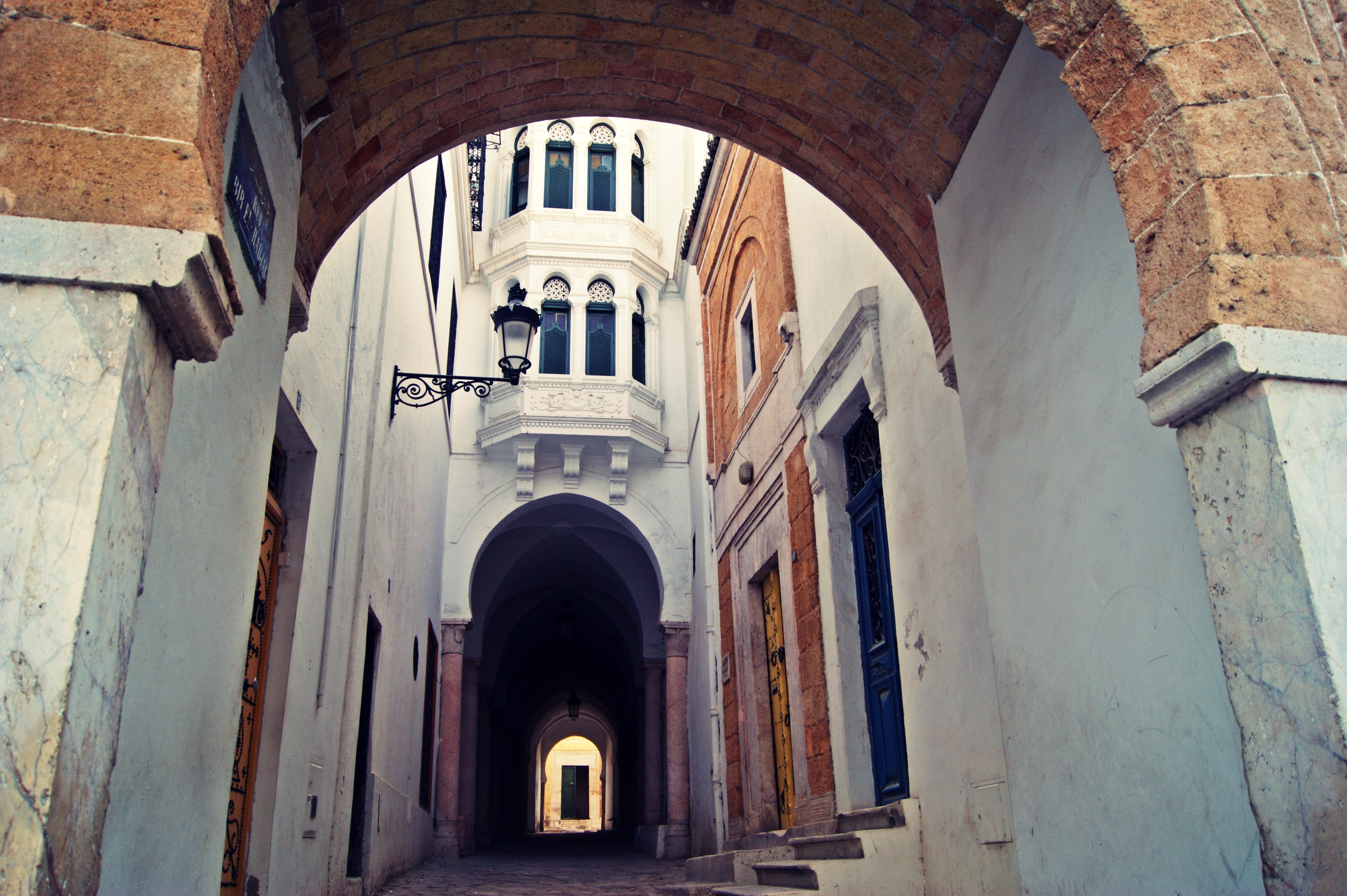
إحدى طرقات القصبة ودار الجويني.
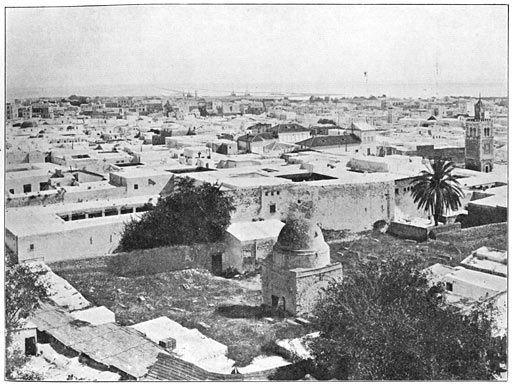
صورة عامة لمدينة تونس العتيقة في مطلع القرن العشرين الميلادي
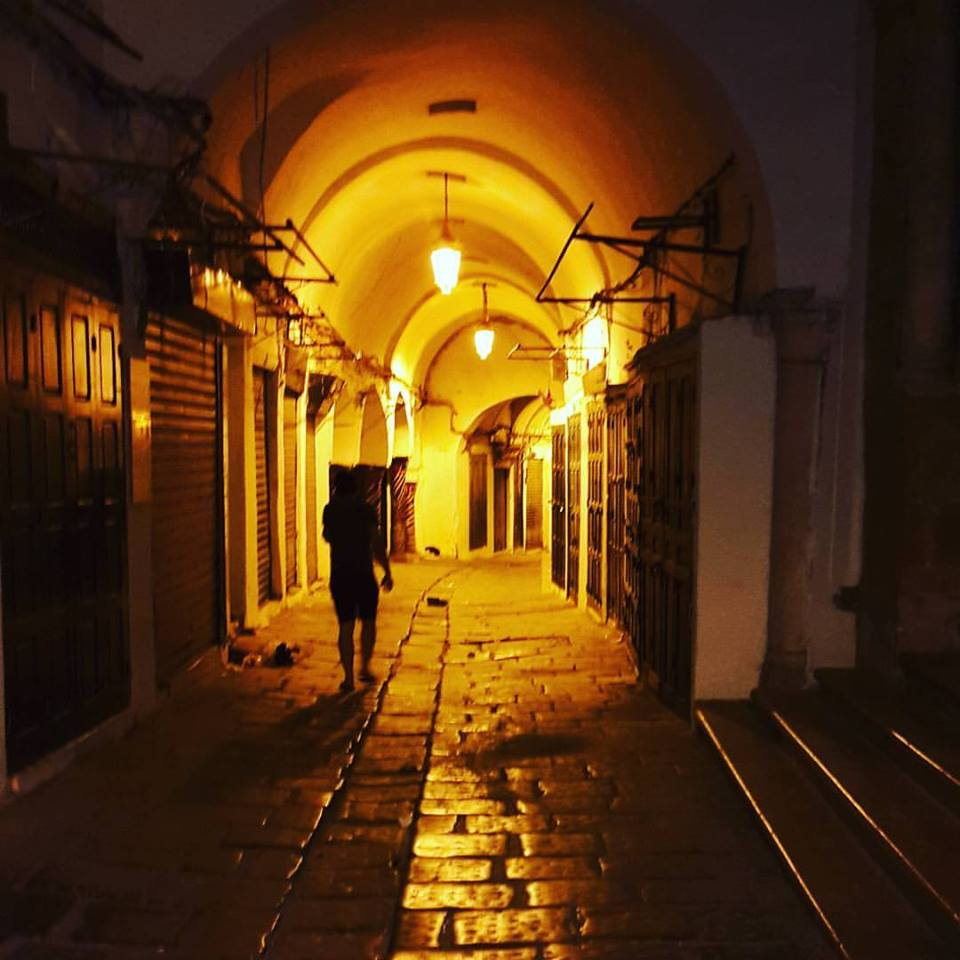
صورة لأحدى أسواق مدينة تونس العتيقة باللّيل
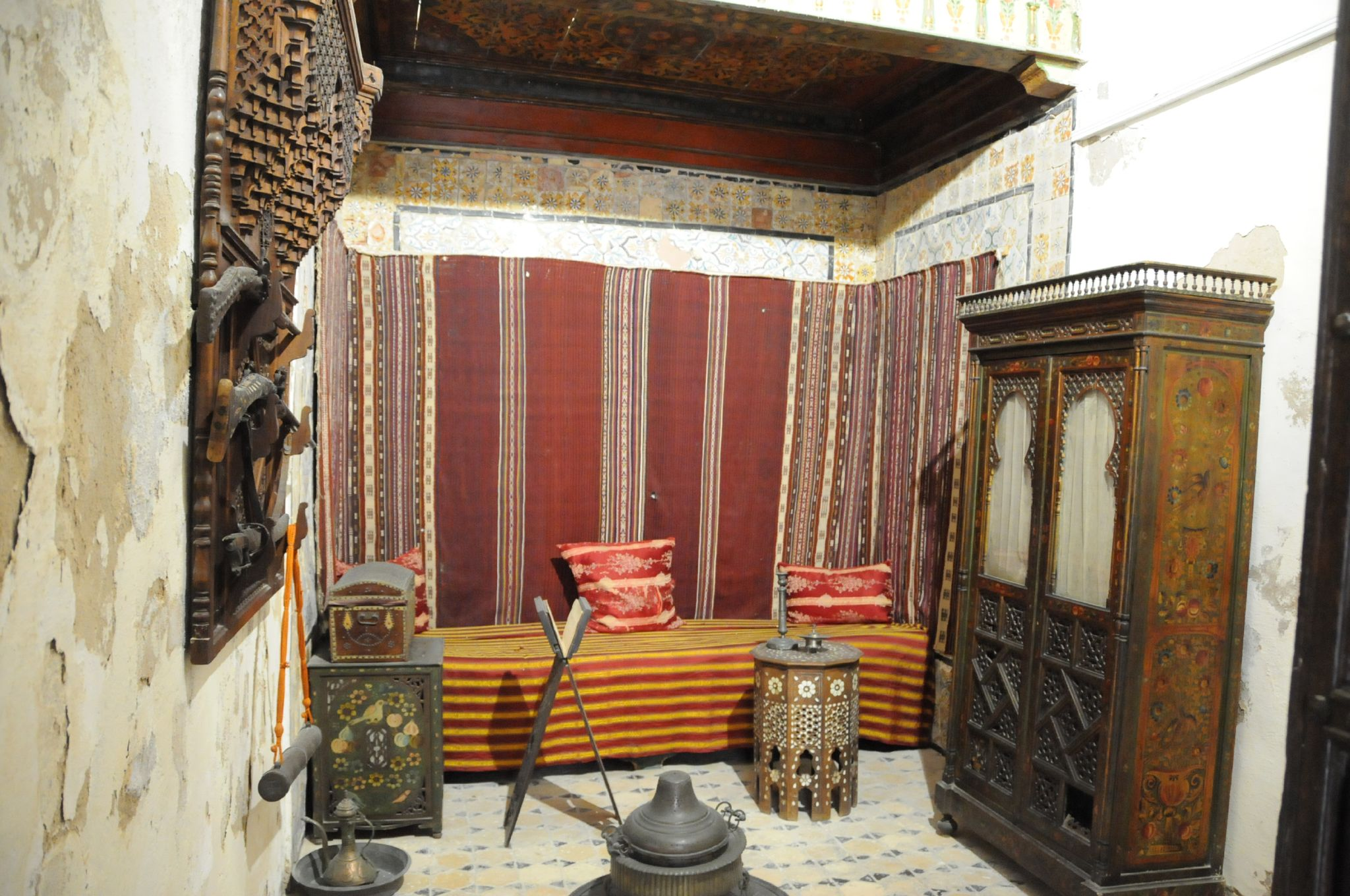
دار بن عبد الله
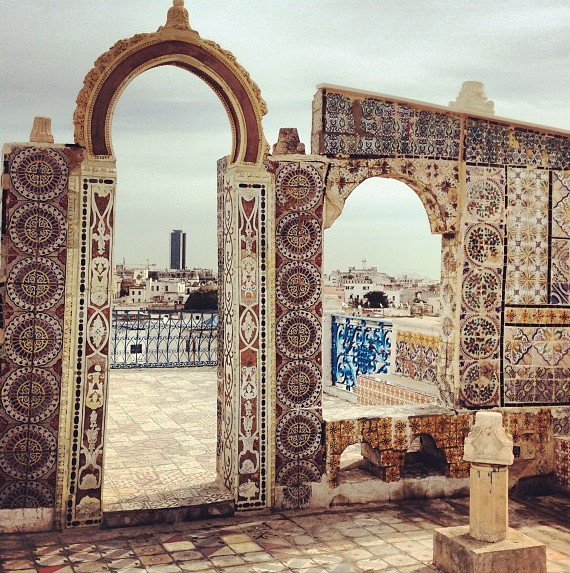
صورة من مدينة تونس العتيقة
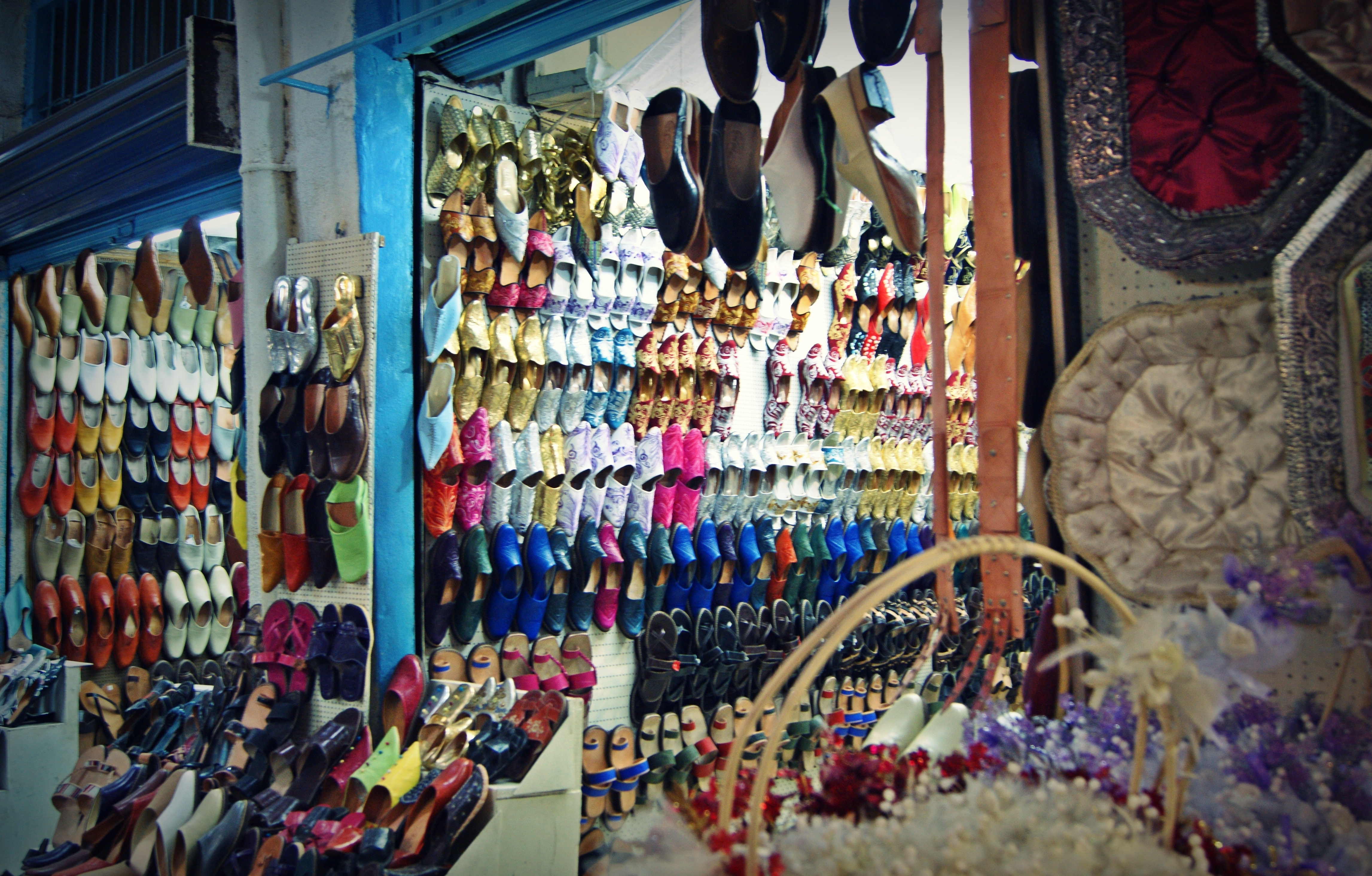
سوق البلاغجية
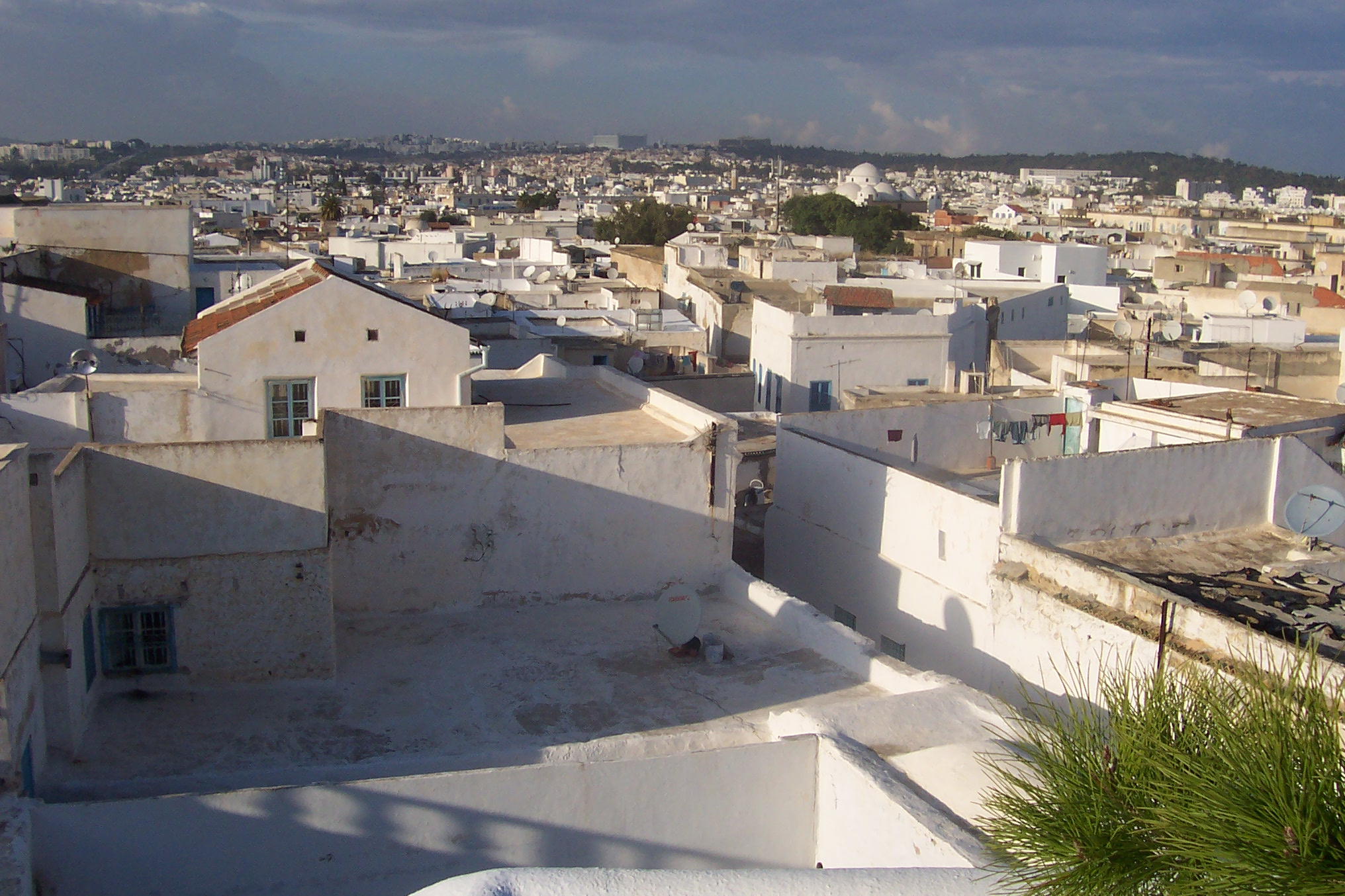
أسطح المدينة
مدينة تونس
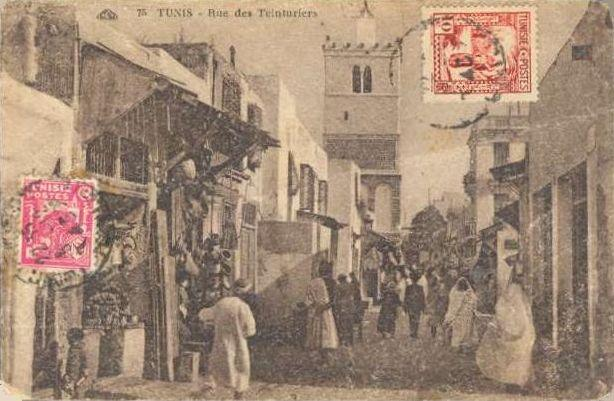
الأسواق
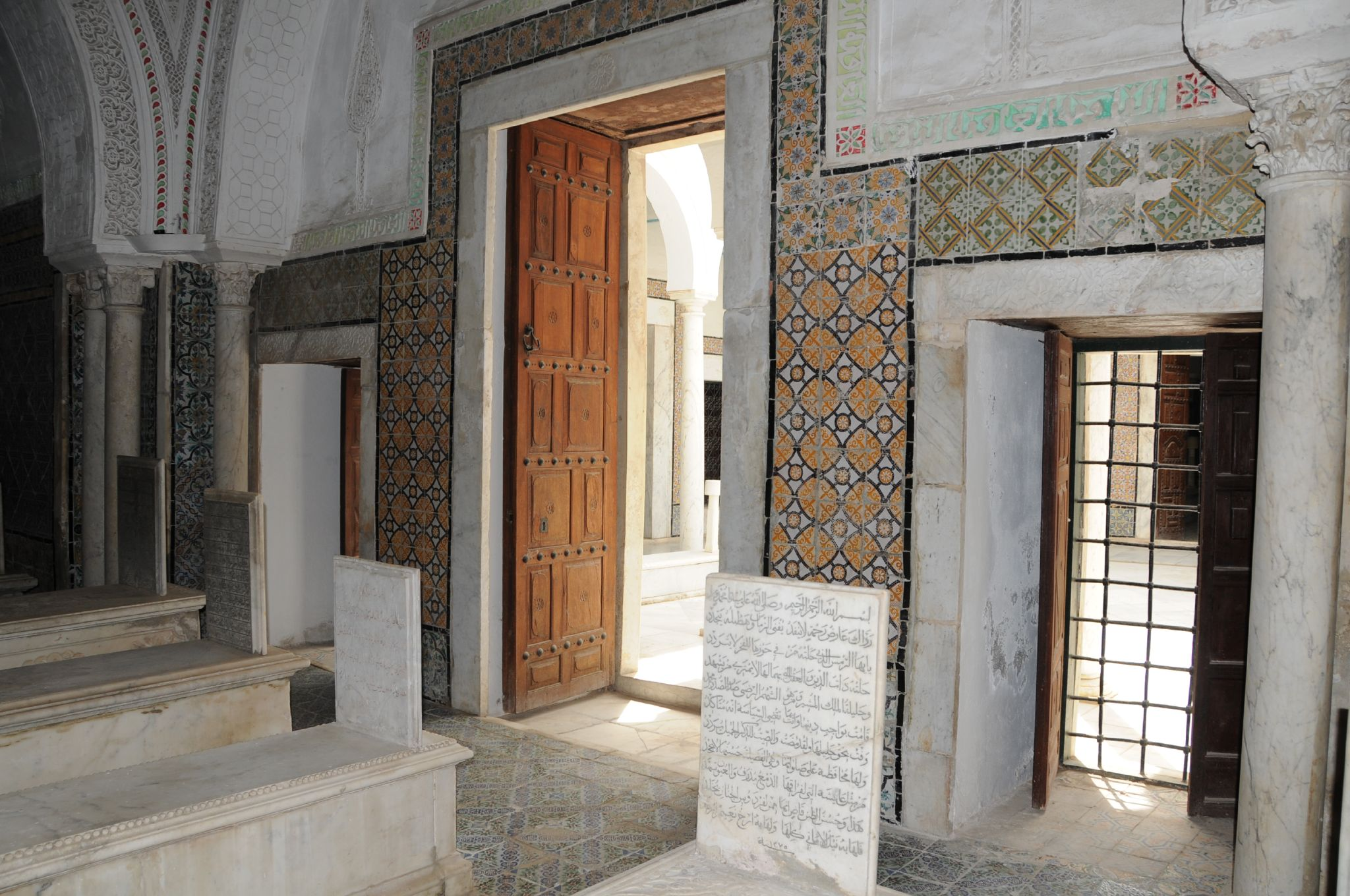
تربة الباي
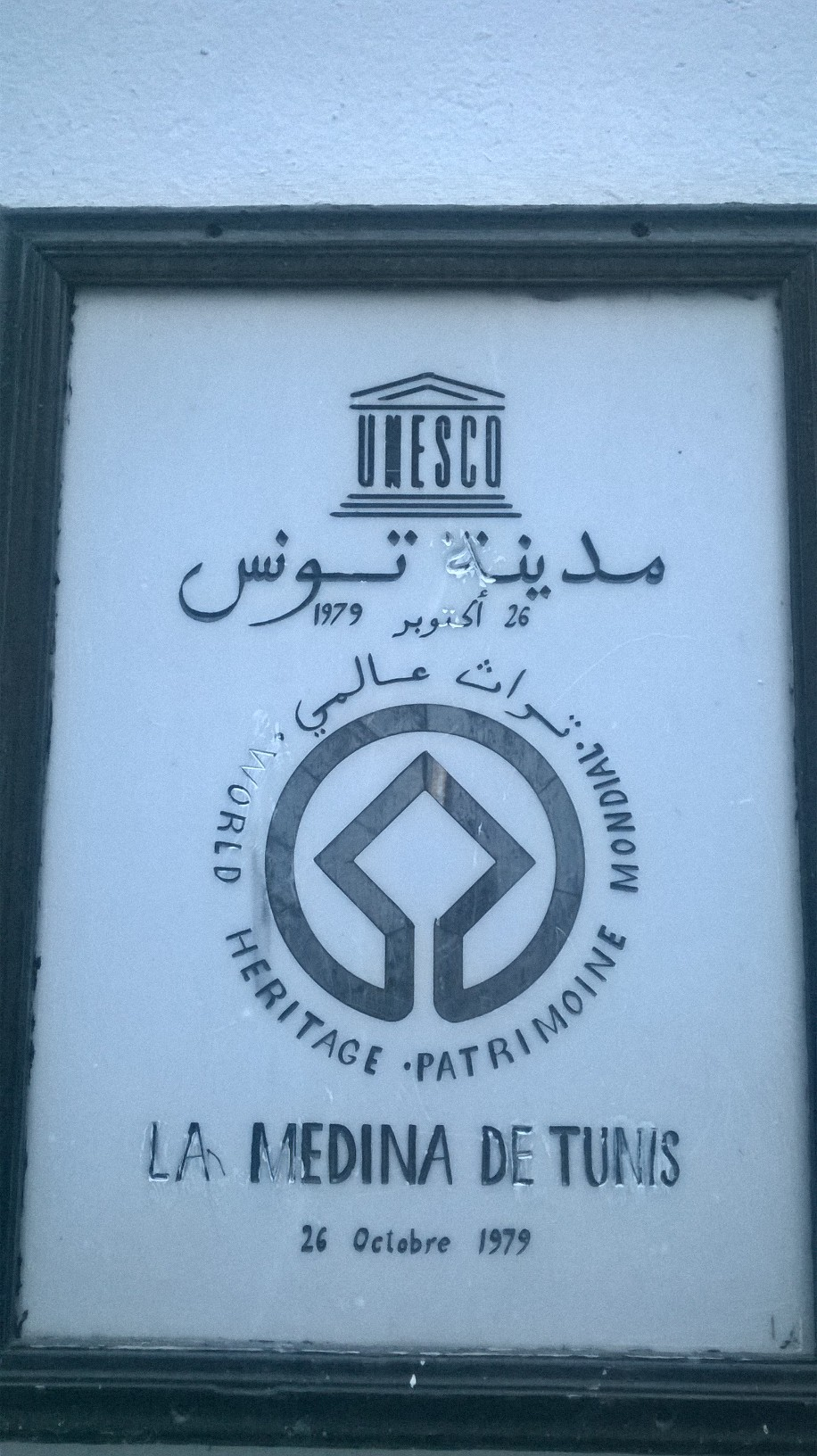
علامة تراث الينسكو
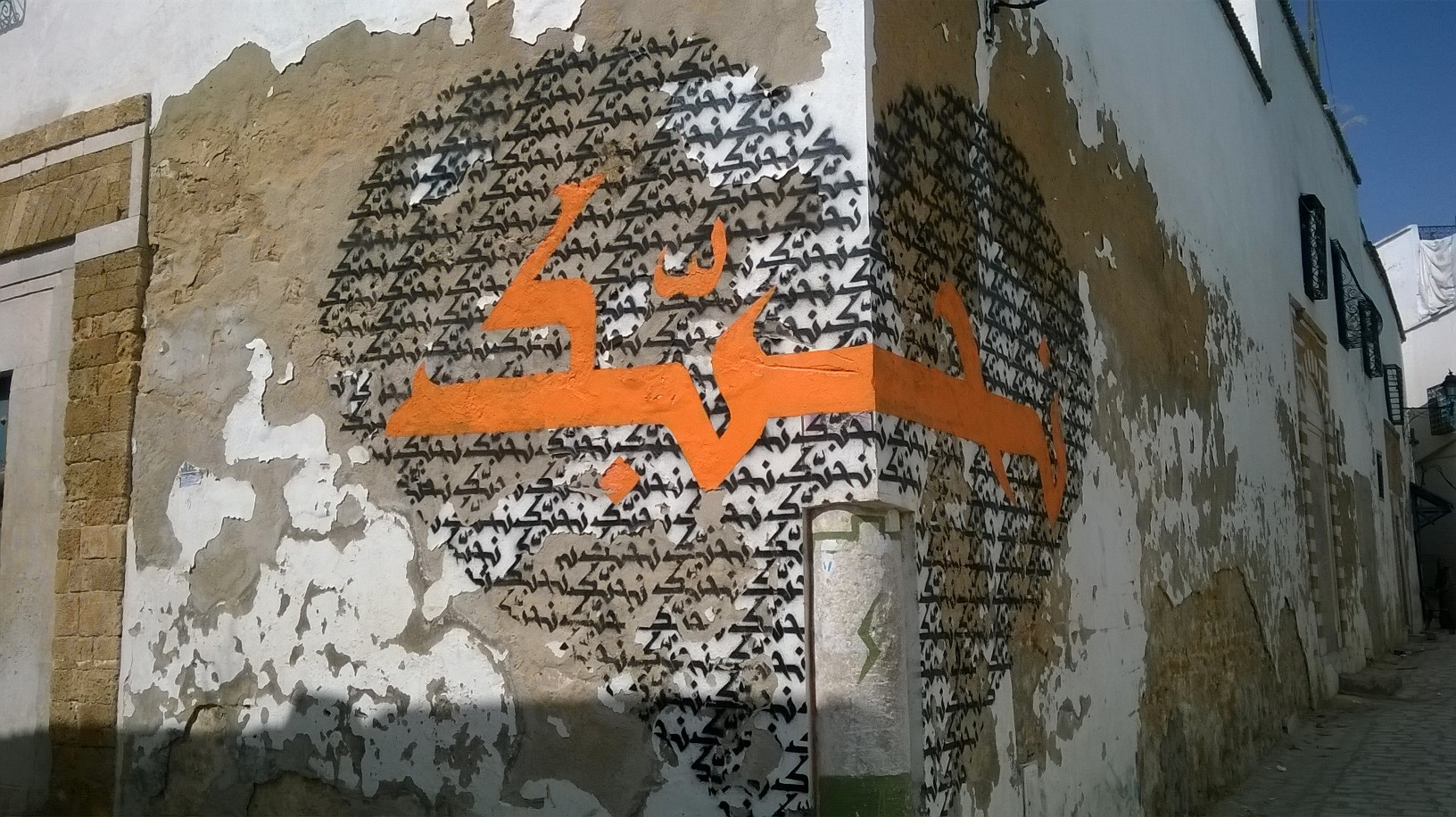
فن الشارع في المدينة
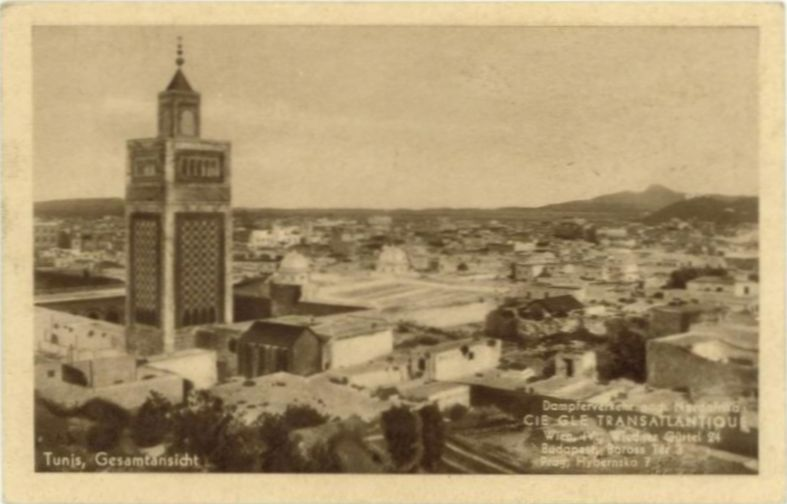
المدينة في القرن 20
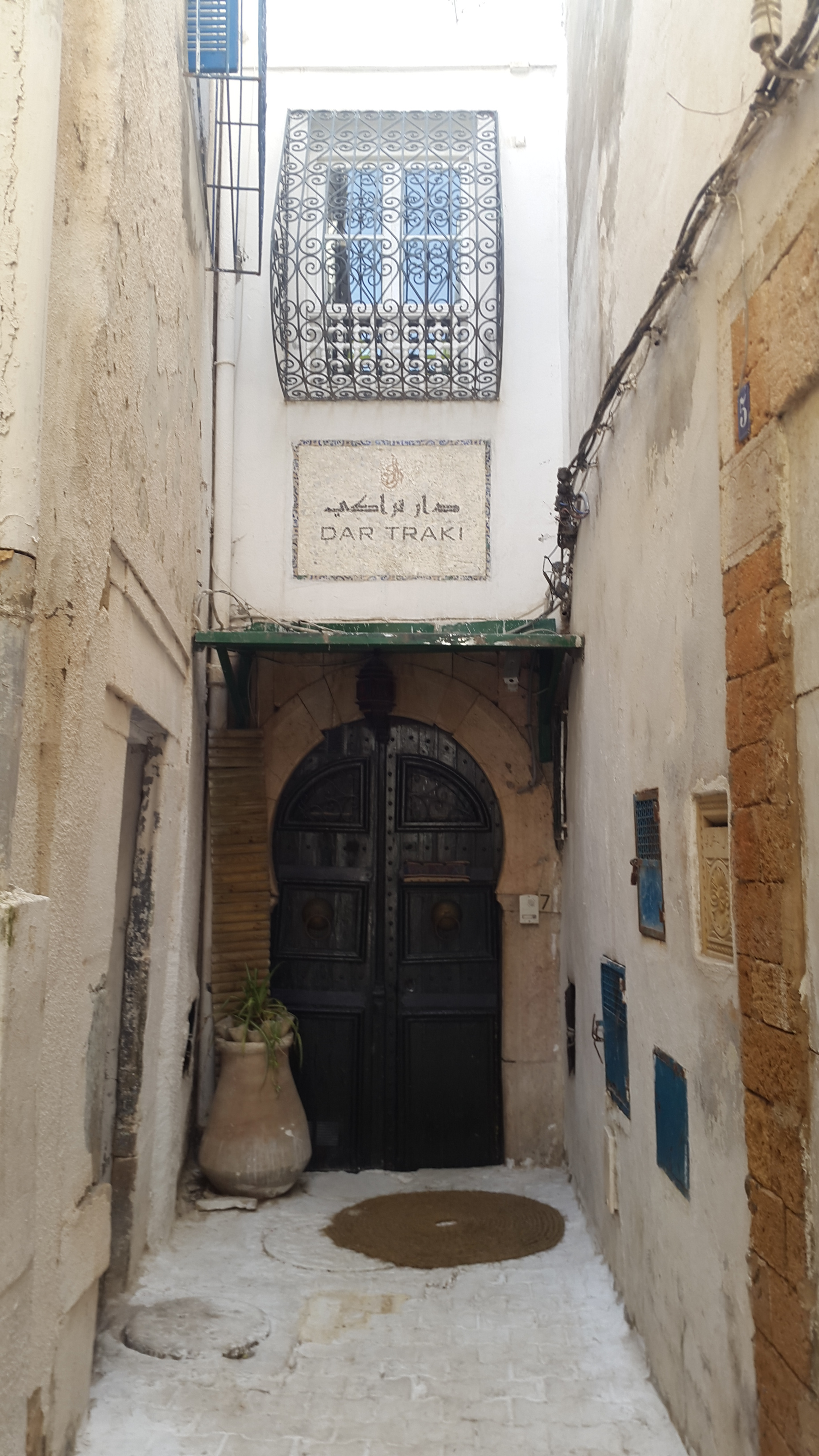
دار تراكي بالمدينة

## مواضيع ذات علاقة
- أسواق مدينة تونس
- أبواب مدينة تونس العتيقة.
- جامع الزيتونة.